# 도쿄 지하철 10000계 전동차
도쿄 지하철 10000계 전동차(일본어: 東京メトロ10000系電車)는 2006년 9월 1일에 도쿄 지하철 유라쿠초 선에서 운용 중인 전동차이다. 도쿄 메트로가 영단에서 민영화된 뒤 처음으로 나온 신차로, 기존 7000계의 교체와 후쿠토신 선 개통에 대비한 증비용으로 도입되었다.

## 개요
본 계열은 2008년 6월 14일에 개업한 후쿠토신 선에서의 운행 횟수 증가 대응과 또한 유라쿠초 선용 7000계의 후쿠토신 선 대응 개조시의 예비차를 확보하기 위한 해당 계열의 교체용(대체 신조)으로 제조되었다.
차체는 2004년에 완성된 도자이 선 05계 13차 도입분을 베이스로 한 히타치 제작소의 알루미늄 합금제 올 더블스킨 구조 차체(A-train)로 제조되었으나 기존까지보다 더 경량화했다. 이 계열처럼 '쾌적성 향상', '사용 편리성 향상', '재활용성 향상', '화재 대책 강화', '차체 강도의 향상', '비용 저감과 유지보수 저감'을 컨셉으로 하고 있다.
본 계열은 도쿄 메트로 출범 이후 최초의 신형식 차량이며, 도쿄 메트로의 이미지를 각인시키는 것이나 새로 개업하는 후쿠토신 선용 차량이기도 했기에 '신생·변혁'을 메인 주제로 설계했다.
차체 구조는 모든 구체(지붕, 프레임, 측구체 등)를 더블 스킨 중공 압출형재로 구성하여 이들의 부재를 20 m 일괄 마찰 교반 접합(FSW)방식으로 접합하고 있다. 재질은 폐차시의 재활용을 고려해 단일의 합금을 사용하는 '모노 알로이화'를 실시하고 있다(본 계열에서는 알루미늄 합금).
영단→ 도쿄 메트로에서는 히비야 선 사고 이후 제조된 차량에서 충돌 사고 대책을 강화하고 있다. 본 계열에서는
- 선두차 전면의 측면 부분과 관통로측 기둥에 대해 알루미늄 판재에서 3차원 깎는 가공으로 부재 자체를 강화하고, 지붕 구체와 프레임을 강화 접합하는 구조를 채용.
- 측면 구체의 더블 스킨과 바닥 윗면의 결합부를 MIG 용접과 FSW 접합으로 공고히 결합하는 모재화를 실시.
- 차체 단부의 모 기둥은 두께를 붙여 다시 삼각형의 단면 구조로 해서 이를 차체 프레임에서 지붕 구체까지 관통하여 측구체에 직접 접합하는 구조를 채용.

이 구조에 따른 차체 강도의 향상을 도모하고 만약의 충돌 사고에서도 차체의 손상을 저감하는 구조로 했다. 차량 사이에는 추락 방지막을 설치했다.
대구 지하철 화재 사고를 교훈으로 불연, 난연성을 더욱 강화하고 수지 부품의 용융 적하와 유독 가스 발생 방지 등 구조나 재질이 재검토되고 인접 차량의 상황을 판단하기 쉬운 관통로의 대형 유리창이나, 소화기 및 비상 코크의 소재도 알기 쉬운 위치이다. 차량 가격은 1편성 10량으로 약 12억 엔이다.
당초의 보도에서는 2007년도까지 10량 편성 20개(200량)가 히타치 제작소에서 제조될 예정이었다. 그 후 일부 전문지 기사에서는 11개(110량)를 추가 제조하여 10량 편성 31개(310량)로 발표되고 있었다. 그 후 발표된 자료에 따르면 계획 변경이 이루어지고 신규로 50량이 추가 제조되어 최종적으로는 2009년도 내에 10량 편성 36개(360량)가 출전했다.
완성 당시에는 유라쿠초 선에 선행 투입하여 운용하고 있었지만, 당초부터 후쿠토신 선에서의 운용을 고려한 자동 열차 운전 장치(ATO)와 스크린도어를 사용한 1인 승무 대응을 위한 각종 기기를 탑재하고 있다(1차 도입분에서 일부 기기는 준비 공사만).
연결기는 선두부는 돌기식 밀착 연결기, 중간부는 반영구 연결기를 사용하고 있다. 후쿠토신 선은 10량 편성과 8량 편성으로 운행되고 있어 본 계열은 10량 편성에서 중간차 2량을 제외한 8량 편성으로 운용을 가능하다. 이는 제01-05편성의 10300형·10400형 차량간 및 10500형·10600형 차량 사이에서는 분할 작업이 쉬운 돌기식 밀착 연결기를 채용하는 것으로 대응하고 있다. 다만 8량 편성으로 운용하는 차량은 5편성으로 충분하여 이후의 차량에서는 그 부분을 반 영구 연결기 구조로 하고 있다.

### 외관
전면 형상은 전술한 '신생·변혁'의 주제에 따라 새로운 맛과 향수가 공존하는 큰 둥근 라운드형으로 하고 있다. 프런트 실드는 곡면 유리 구성으로 '신규성·미래감'을 나타내고 있다. 하부에는 둥근 배장기가 설치되어 있다. 준공시 중앙의 관통문 상부, 종별 표시기와 행선 표시기 사이에 작은 창이 설치되었다가 후에 1인 승무 기기 탑재 관계로 기기가 탑재되어 작은 창 부분은 검은 시트로 가려졌다. 현재도 그 작은 창의 존재를 확인할 수 있다.
디자인 면에서는 도쿄 메트로 발족 이후 최초의 신형식 차량임을 의식하여 영단 최초의 신형식 차량으로 설계된 마루노우치 선용 300형을 모티브로 한 것이다. 전면 좌우의 전조등과 미등은 열쇠 구멍 형상으로 300형에서 사용된 등을 떠올리고 있다. 특히 이 300형은 그 후 '지하철의 대명사'가 되는 등 철도 사상에 남는 차량이기도 했기에 이런 차량이 되어 달라는 염원도 담겨 있다.
전조등에는 HID 램프를 사용하고 있다. 또한 5000계 이래 중앙 관통문에 플러그 도어 구조의 비상구로 되어 있다. 운전대의 공간을 넓게하고 있기 때문에 실내측의 승무원실 칸막이 출입문은 진행 방향 오른쪽에 치우쳐 있어 통로는 운전실 내부를 비스듬히 통과한다. 이 정면 관통 형상은 사고 등에서 구호 차량을 연결했을 때 부드럽게 열차 간 통행을 가능하게 하는 것을 고려한 것이다.
경적은 도쿄 메트로에서 첫 리듬 계열 차량의 의미를 담아 영단 1000형 등 긴자선 구형차에 탑재된 트롬본 피리(호루라기)를 채용했다. 휘슬은 일본 각지의 노면 전차에도 채용 사례가 많은데 혼(트럼본)과는 달리 다소 목쉰 음색의 피리와 최신 디자인의 대형 통근형 차량 조합은 아주 희귀한 사례이다.
차체의 라인 컬러는 후쿠토신 선의 브라운(갈색)을 기반으로 유라쿠초 선 노선 컬러인 골드(금색)와 흰색의 가느다란 라인을 감고 있다. 전면에서는 1차 도입분에 골드띠를 배치했지만 2차 도입분 이후에는 생략되고 있다(후에 서술).
당초 정면 유리 차장대측에 도쿄 메트로 마크(심벌 마크)가 제01-제12편성의 각 편성에 부착되었지만 제13편성 이후 편성은 당초부터 생략되고(후에 서술) 제01- 제12편성도 나중에 떼어내고 있다. 측면에서는 각 차량 측면 창위에 1군데 판 모양의 마크가 부착되었다. 차량 번호는 은빛 기사 문자를 사용하고 있어 정면은 관통문 아래, 측면은 도어포켓부에 배치되어 있다.

## 실내

### 운전대

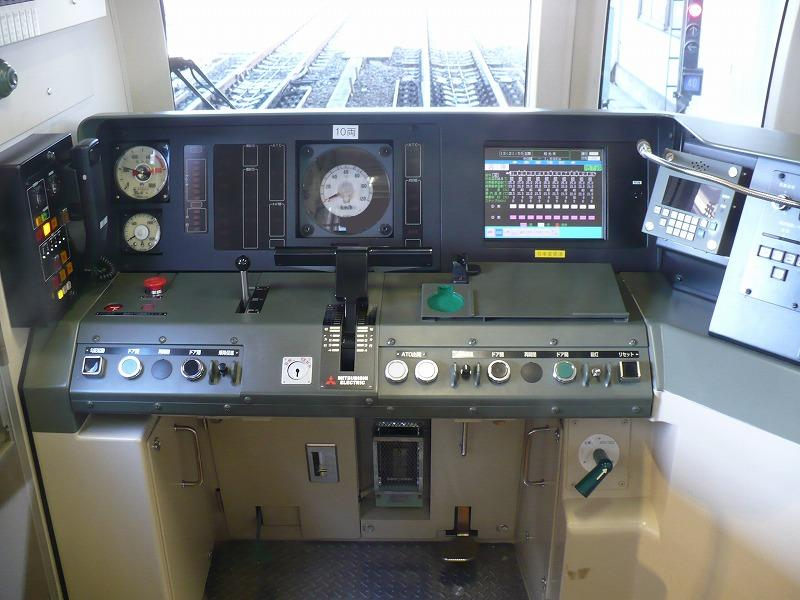
10000계의 운전대
ATO을 사용한 1인 승무에 대응하고 있다

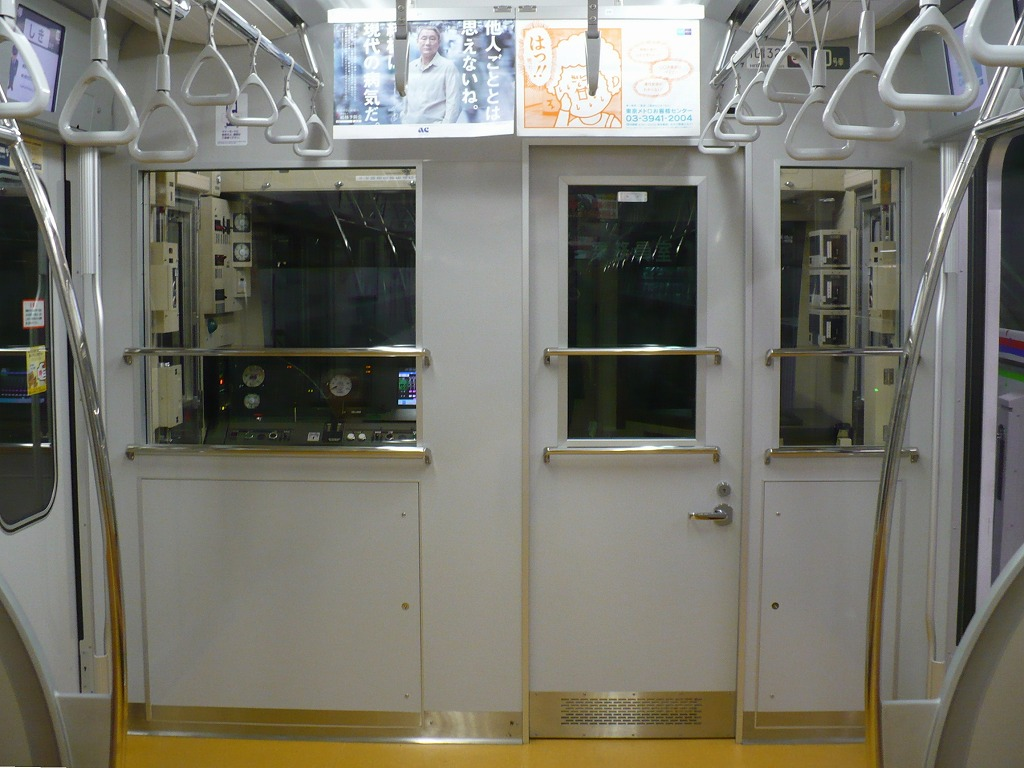
승무원실 후방 칸막이 벽

승무원실은 거주성 확보를 위해 선로 방향으로 2,160 mm 확보되어 있다. 실내는 아이보리색, 천장은 객실보다 낮게 되어있다. 운전대는 검은색·회색의 배색으로 유라쿠초 선을 정기 운행하는 차량으로는 처음으로 원핸들식 마스터 컨트롤러 및 데드맨 장치를 채용했다. 한조몬 선용 08계 등과 마찬가지로 노치 표시등이 설치되어 ATC에 의한 제동의 경우에도 제동단 표시가 된다.
속도계는 최근의 다른 계열과 마찬가지로 흰 바탕에 조명이 있는 120 km/h 표시의 것이다. 후쿠토신 선에서는 1인 승무를 위해 난보쿠 선용 9000계처럼 승무원용 출입문 개폐 버튼·승하차 촉진 스위치나 ATO 출발 버튼, 1인 승무·2인 승무 전환 스위치 등이 설치되어 있다. 운전대의 상부에는 차량 CCTV(홈 감시 모니터)가 설치되어 있다. 프론트 유리부에 선바이져(햇볕 가리개)를 설치하지 않는 것과 CCTV의 시인성을 고려하여 프론트 유리 위에는 차광 필름을 부착하고 있다.
계기판 오른쪽에는 차량 정보 관리 장치(TIS) 모니터 화면이 있는 기기의 동작 확인이나 서비스 기기 조작에 가세한 각종 메뉴얼 방송·표시의 설정 기능이나 전조등 점멸 기능 등이 추가되었다. 차장 스위치는 간접 제어식(릴레이식)에서 누르는 버튼식으로 바뀌었다. 또한 세이부 선내 출입문 3/4 닫힘 회로와 전자 잠금 시스템 대응의 승무원실 출입문이 설치되어 있다.
객실과 승무원실 사이 칸막이 창은 3곳으로 객실 측에서 볼 때 왼쪽에 큰 창, 정중앙이 아닌 약간 오른쪽으로 치우쳐 있는 운전실 칸막이 문에 세로로 긴 창이다. 이 중 승무원실 출입문은 착색 유리로 되어 있다. 차광막은 운전석 뒤의 큰 창과 칸막이 출입문 부분에 설치하고 있다.

### 객실 인테리어
그 후의 변경 사항 상세 내역은 다음 항목을 참조할 것.
실내는 "선진적인 특징의 고품질"·"쾌적하고 이용하기 편한 실내"를 디자인 컨셉으로 했다.
형광등이나 공기 조절 덕트의 배치 문제로 본 계열의 천장 높이는 07계보다 185 mm 높은 2,415 mm가 되었다. 공기 조절 덕트가 그 옆에 배치되어 있어 중앙부만 높은 볼록형이다. 이 때문에 라인데리아(보조 송풍기)는 침목 방향 설치로 선두차 7대, 중간차 8대 설치되어 있다. 이 라인데리아 설치 부분의 측면은 스테인리스 경면 마감재를 사용하고 천장부를 관통하는 듯한 디자인으로 되어 있다.
조명은 특징적인 설치 방법으로 천장 높이의 변화로 인해 수직면에 형광등을 설치했다(사진 참조). 1차 도입분은 당초 천장에 매설되는 형태로 설치되었으나 조도 분포의 개선을 위해 2006년 11월-12월 전 편성이 스페이서를 사용한 현재의 상태로 변경되었다.
실내는 기존에 없던 참신한 디자인을 위해 알루미늄 합금 금속면을 강조한 것으로 하면서 그 일부에는 따뜻한 색의 컬러(오렌지 색 등)를 배치하여 금속의 차가운 느낌을 덜어주는 방식이다. 이 때문에 실내는 측면 방향, 승무원실 칸막이에 금속을 상징하는 실버계, 연결면 처면은 밝은 나뭇결의 화장판을 사용하고 있다. 중앙 천장부는 실버계, 천장 측면에 위치한 공기 조절 덕트부는 흰색이다. 바닥재는 밝은 오렌지 계열로 통일되어 있다.
좌석은 오렌지색 마감이며 1인분의 폭이 460 mm의 편심 부착식(세퍼릿 타입)이다. 우선석 부근은 파란색 마감으로 일반석과는 구분되고 있다. 편성 중의 2호차와 9호차에는 휠체어 공간을 마련하고 있다. 측면 창은 차량 단부측이 고정 창, 출입문 사이 2분할 창은 개폐 가능한 하강 창이다. 모두 차광용 커튼이 부가되어 있다.
승객용 출입문은 실내측도 치장판 마무리로 출입문 유리는 단일판 유리 구조이다. 제12편성부터 완성시 각 승객용 출입문에 '1호차 1번문' 등으로 표기된 점자 스티커가 부착되어 있다. 이것은 2009년 3월까지 기존의 편성에도 붙여져 나와 다른 노선 차량에서도 실시되고 있으며 운용 관계상 8량 편성이 될 가능성이 있는 편성은 10량 편성용, 8량 편성용 두 종류의 스티커가 붙여져 있다. 출입문 옆에는 05계 13차 도입분과 마찬가지로 독립된 팔걸이는 없고 출입문 옆의 세로 비율(종면)로 일체 가공된 알루미늄형 밀착재에 의한 '판자부'이다.
출입문 챠임은 3타식으로 변경되었다. 도어 엔진(도요 전기 제조제)에는 닫힘력을 약화시키는 기구를 탑재한다. 이는 출입문 닫힘 후 일정 시간 호폐력을 약화시켜 승객과 수하물이 사이에 낀 경우에도 쉽게 빼낼 수 있도록 한 것이다.
차량 사이 관통문은 한쪽 미닫이로 문 닫힘 장치는 경사식이지만, 도쿄 메트로 차량으로는 처음으로 전면 유리문이 채택되었다. 관통 유리문은 900 mm 폭으로 더 나아가 양단 200 mm의 칸막이도 유리 구조로 하는 것으로 보기에는 1,300 mm의 유리벽으로 되어 차량 사이의 전망을 향상시켰다. 중앙에는 세로 줄무늬 무늬를 넣어 승객이 부딪치지 않도록 배려하고 있다.

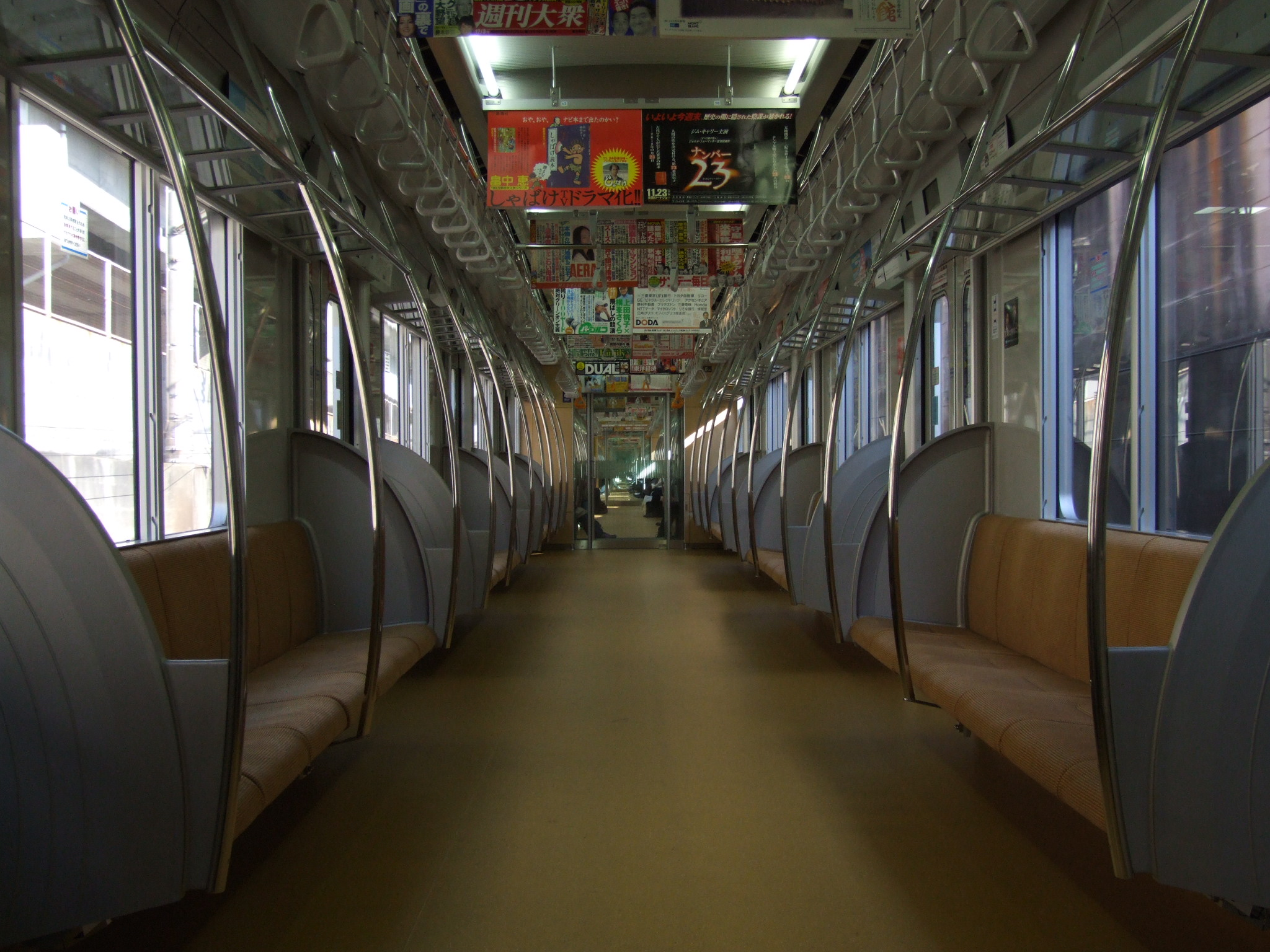
1차 도입분 완성시의 실내 (조명 개조전)
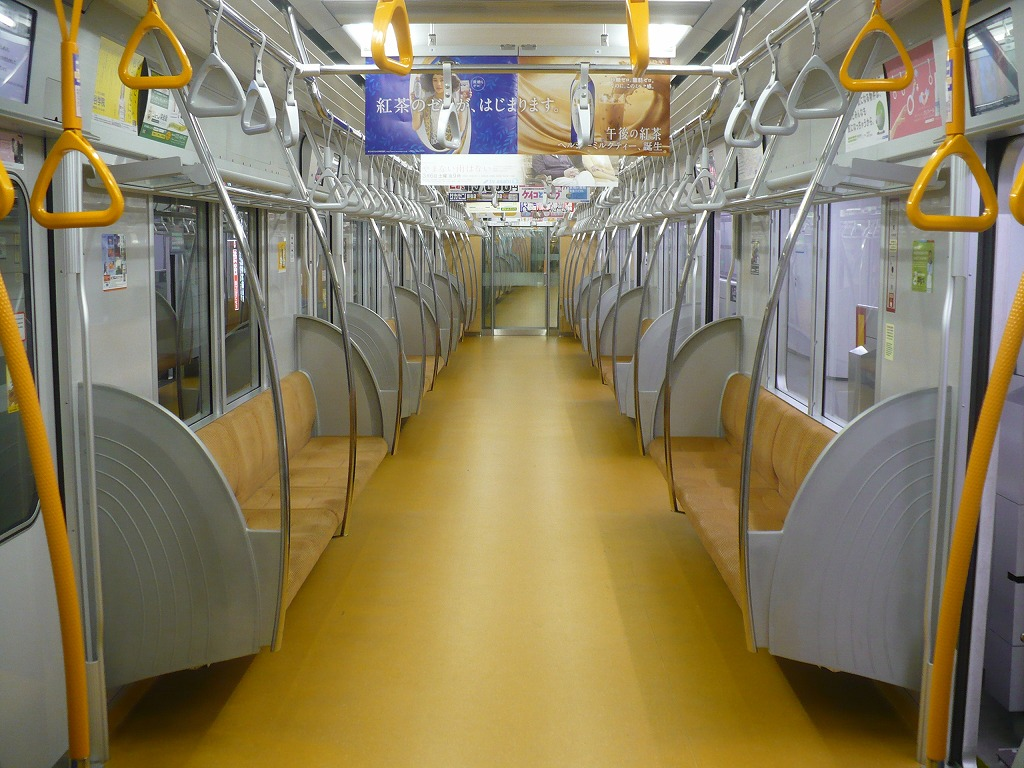
5차 도입분, 제29편성의 실내
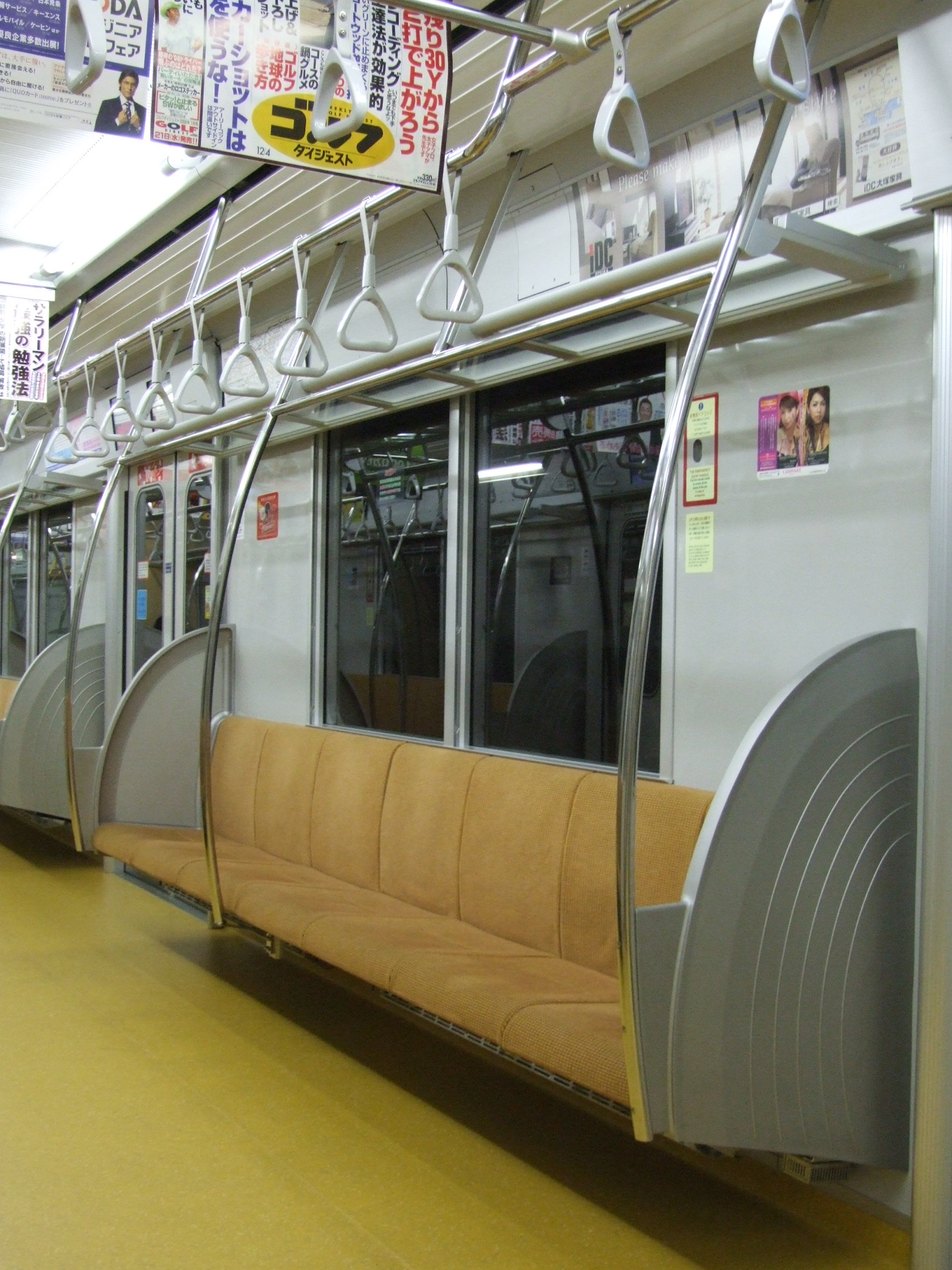
좌석(7명분)
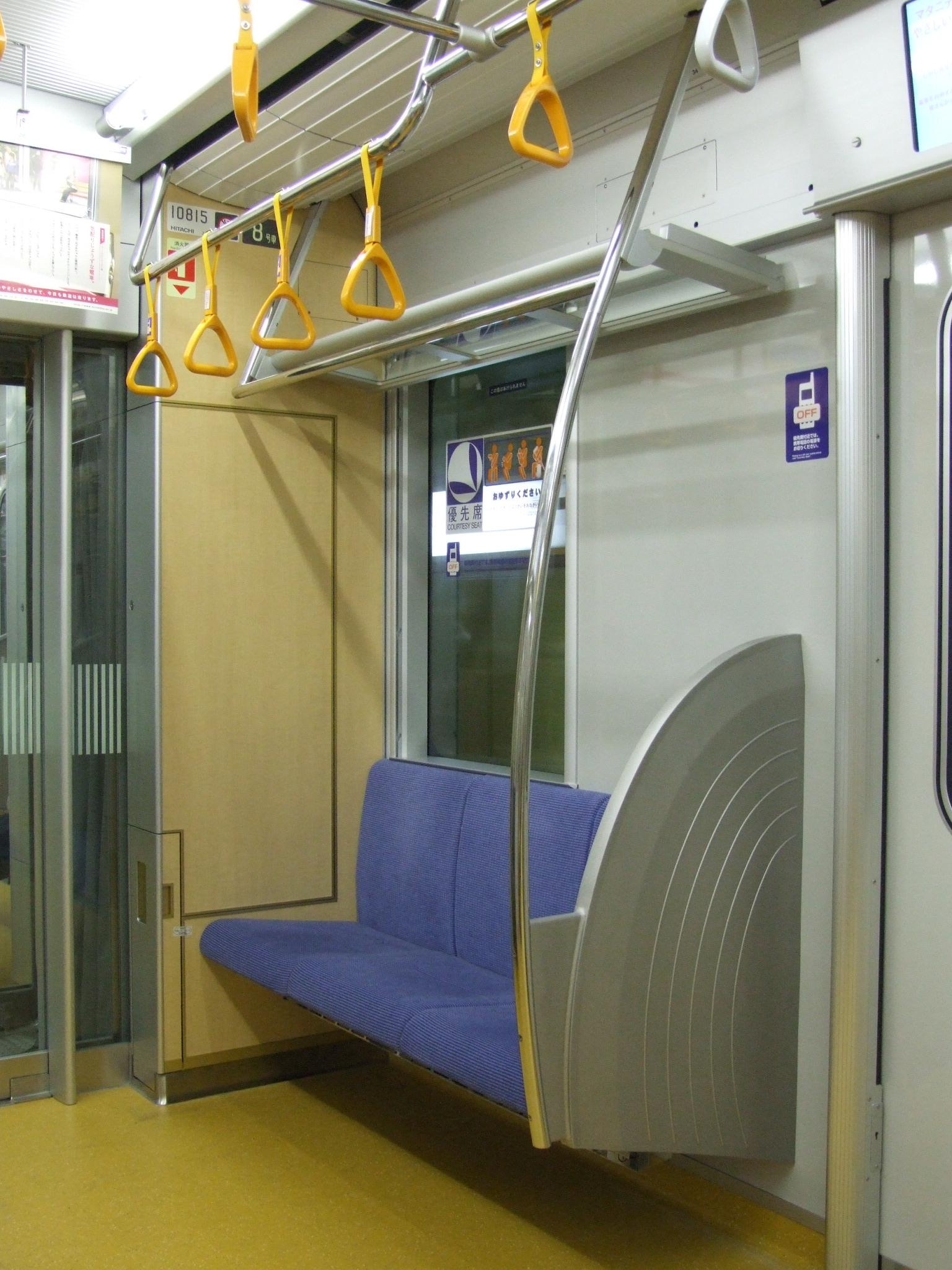
우선석(3명분)
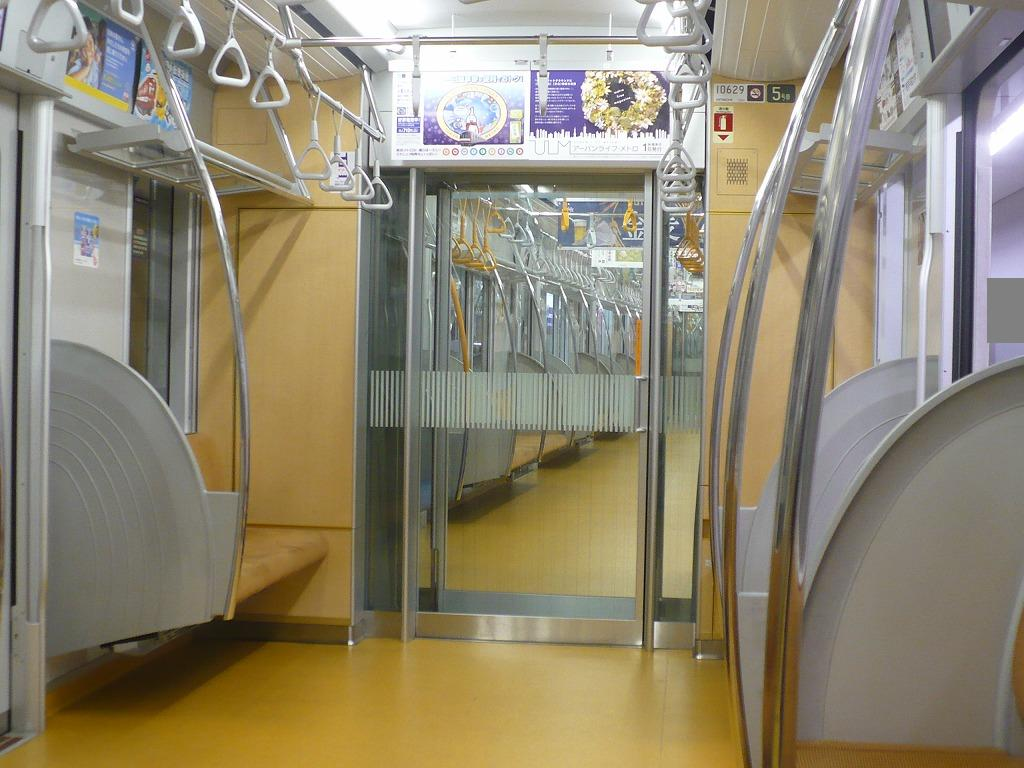
연결면과 강화 유리로 된 관통문
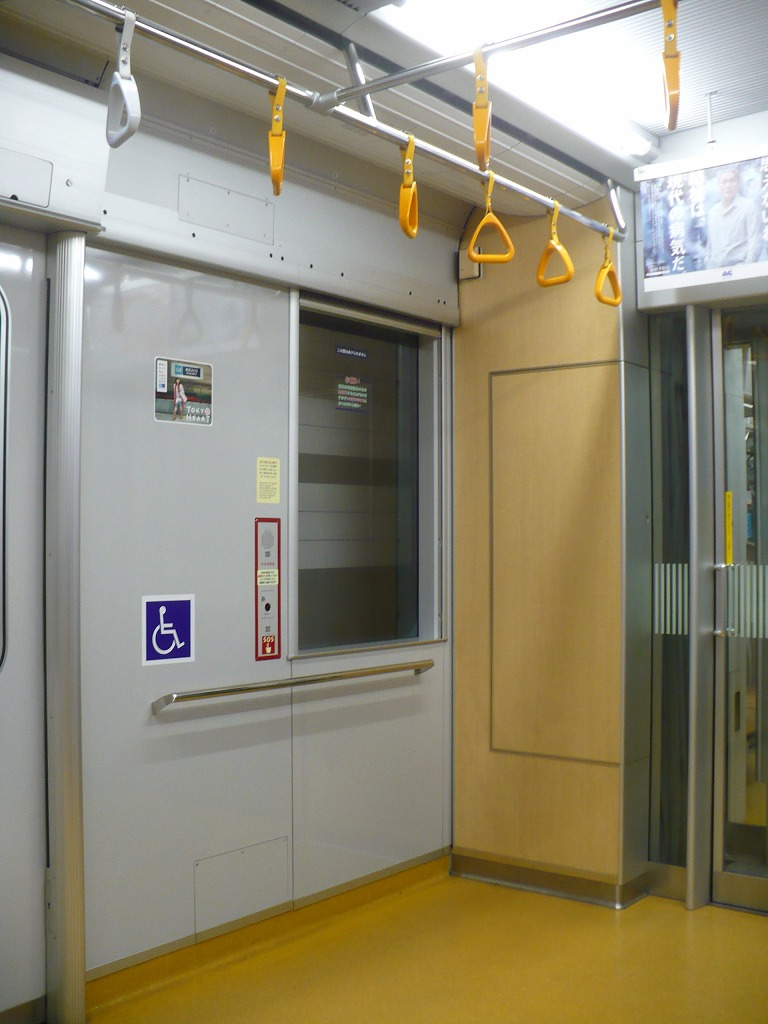
휠체어 스페이스
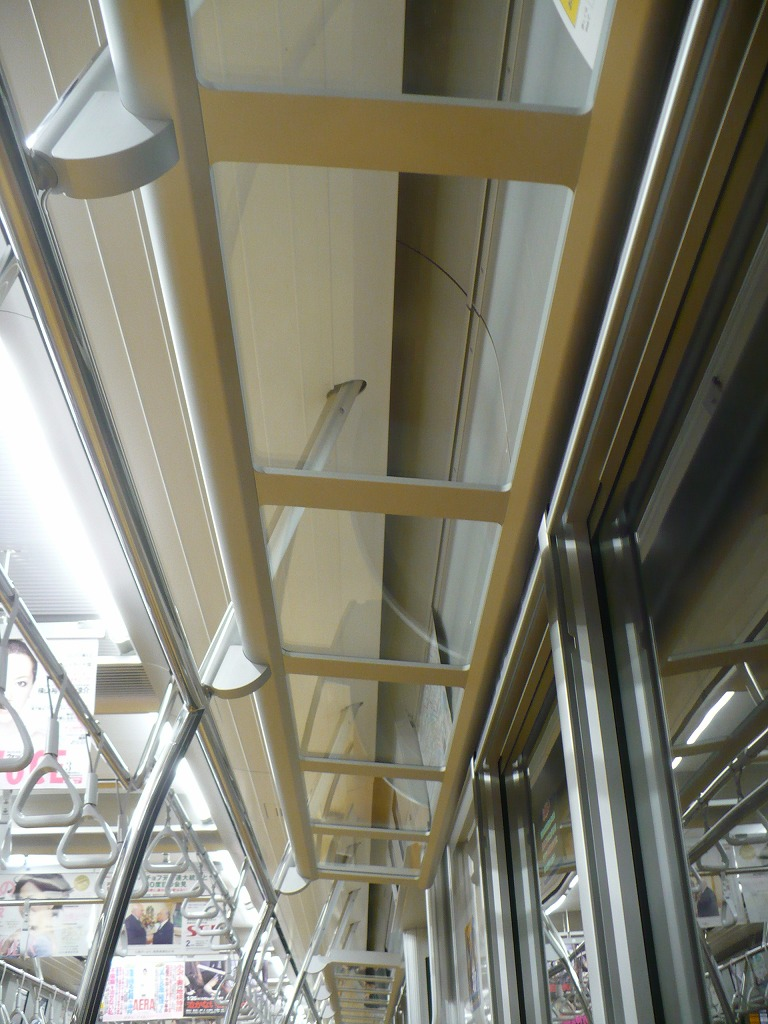
강화 유리를 사용한 선반
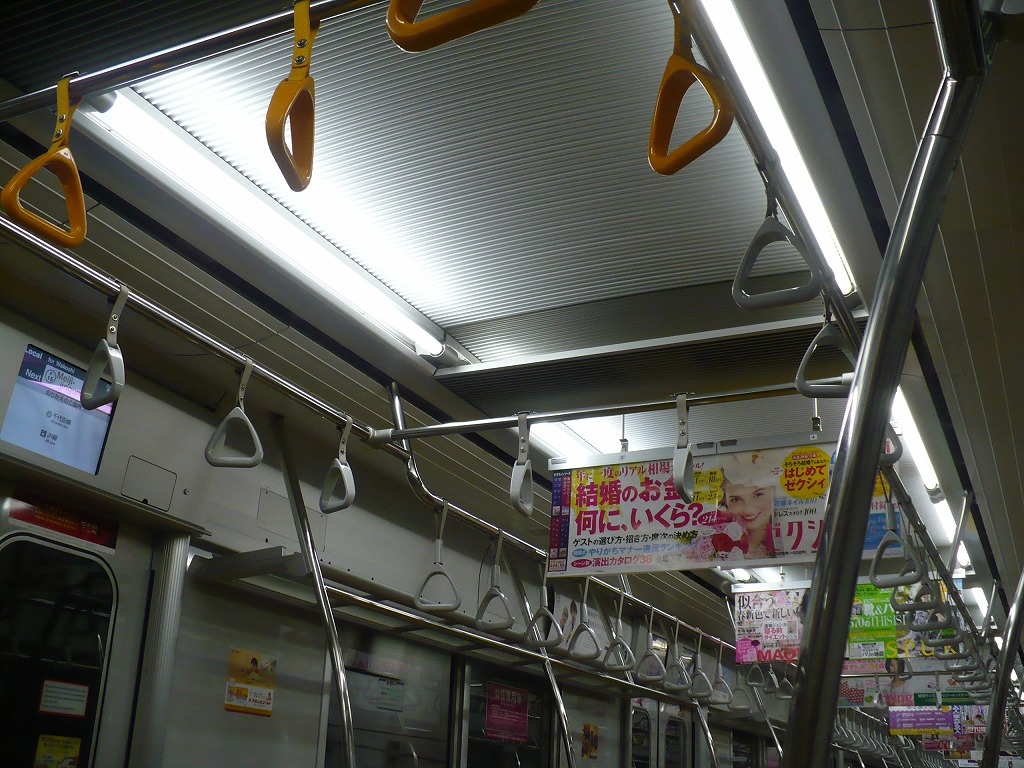
천정의 조명
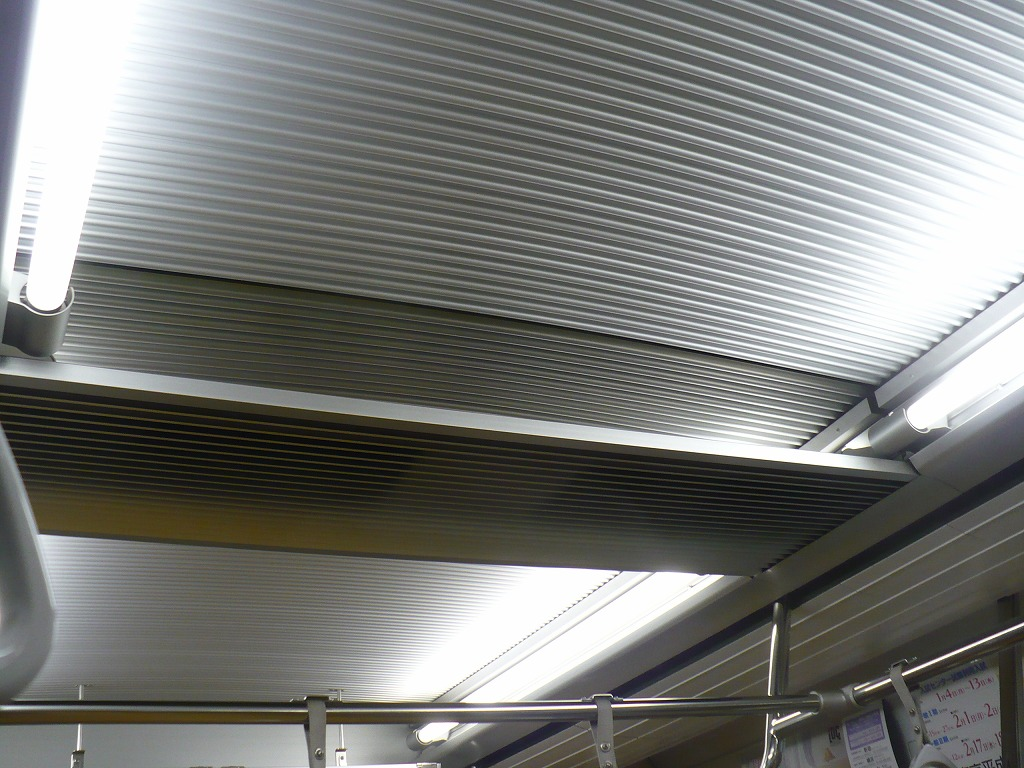
라인데리아(보조 송풍기) 설치 부분 측면 경면 가공을 위해 천장을 관통하는 것처럼 보인다

손잡이 봉은 기존 차량과 달리 별도의 봉을 통하지 않고 봉 자체를 구부려 천정부에서 지지하는 구조로 되어 있다. 좌석 주위의 손잡이 폴(손잡이 봉)은 천장부에서 4곳 내려오는데 그 중 3곳은 좌석 끝의 손잡이 봉과 좌석 사이의 칸막이로 이용하고 있다(차량 단부측은 2개가 내려오며 1개가 손잡이 봉으로 되어 있다).
손잡이의 스트랩 형상은 이전처럼 삼각형에 스트랩은 염화 비닐 피복으로 마감한 나일론으로 침목 방향에 2열 설치되어 우선석 부근의 것은 제작 당시부터 오렌지 색의 것이 사용되고 있다. 이들 수지에는 불에 노출되어도 낙하되기 어려운 재질이 선정되었으며 암흑 속에서의 피난 경로 확보도 배려했다.
새로운 점으로 알루미늄 형압시재를 절삭 가공한 지지 프레임에 강화 유리의 근막을 박은 선반과 대형 알루미늄 캐스트의 좌석 칸막이가 있다. 그 외에 출입문 상부의 안내기 덮개도 알루미늄 형압시재로 구성되어 있다.
본 계열에서는 바닥재에는 고무형 재료를, 전술한 손잡이는 링을 폴리에스테르 수지, 벨트에는 나일론 섬유를 사용하는 등 화재 발생시 열로 인한 낙하와 유독 가스 발생원이 되는 FRP나 염화 비닐을 사용하지 않고 있다. 또한 재활용성 향상이라는 관점에서 실내 차체 재료와 같은 알루미늄 재료의 사용을 많이 하고 있다.
본 계열에서는 실내의 호차 명판·도어 코크·비상 통보기·소화기 등의 표기류에 축광성의 종이를 채용했다. 이는 어떠한 이유로 차내가 어두워져도 표시 확인할 수 있도록 고려한 것이다. 나중에 다른 도쿄 메트로 전동차에도 축광 스티커 표기로 교체되었다.

## 차량 제조년도별 차이
제조 순서별 대략적인 차이는 다음과 같다.(자세한 내용은 본문 참조.)
1차 도입분(제01-04편성)
이 그룹은 유라쿠초 선에서 운용되고 있었던 07계가 후쿠토신 선의 스크린도어에 대응할 수 없어 그 교체용으로 제조되었다. 그 후 07계는 도자이 선에 전출되어 해당 노선의 5000계 전동차를 퇴역시켰다.
- 이 그룹에서는 2차 도입분 이후 탑재되는 ATO 장치, 닫힘력을 완화시키는 제어 기능, 3/4 닫힘 제어, 차내 표시기 2화면 중 왼쪽의 광고용 화면을 준비만 하고 있었다. 이 때문에 나중에 이들 기기의 설치 공사가 실시된다.
- 다만 제04편성은 ATO 장치의 소프트웨어 개발을 위해 ATO 장치를 본 탑재부터 약 1년에 걸쳐 ATO 장치의 각종 시험을 실시했다.

2차 도입분(제05-20편성)
1차 도입분의 설계 당시에는 선두차의 디자인에, 유라쿠초 선 라인 컬러의 금색 띠를 넣는 방안과 들어가지 않는 2가지 방안이 제안되었다. 1차 도입분은 전자 디자인을 채용했지만 2차 도입분 이후는 후자의 디자인을 채용했다.
- 제13편성 이후는 첩리체에서의 작업 생력화와 디자인의 관점에서 시험적으로 선두차 전면의 M(메트로) 마크를 생략했다.
- 운전대에 설치하는 세이부용 열차 번호 설정기를 계기판 상부에서 계기판 안으로 수납했다.
- 차륜 하중 조정 작업의 보수 작업을 고려하여 10500형 바닥 밑의 필터 리액터 설치 위치를 변경했다. 당초부터 보안 장치에 ATO 장치를 탑재하고 있다.
- 차내의 밝기 향상을 위해 형광등 설치 위치를 변경했다. 차내 안내 표시기는 왼쪽의 광고용 화면의 본 탑재를 실시했다. 출입문 엔진에 닫힘력을 약화시키는 기능을 탑재했으며, 또한 3/4 닫힘 차단 회로를 탑재했다.
- 경량화를 위해 천장부 라인데리아 수납함을 스테인리스에서 알루미늄으로 변경했다.

3차 도입분(제21.22편성)
- 출입구 크츠즈리부에 차내 바닥과 대비되는 '출입구 식별 표시판'을 설치했다. 이는 시각 장애인이 차량과 홈의 단차를 인식하기 쉽다는 목적 때문이다. 식별 표시판은 알루미늄 형재에 시정이나 미끄럼 방지 효과가 있는 특수 세라믹을 붙인 형재를 출입구 부근에 있는 츠리부에 설치된 구조이다.
- 차내 7인용 좌석부 선반 높이를 18mm(1,813mm→ 1,795mm), 차량 끝은 33mm(1,813mm→ 1,780mm)로 낮아졌다. 또한 우선석부의 손잡이는 80mm 하향하여(1,660mm→ 1,580mm) 사용 편리성 향상을 도모했다.
- 차량간 관통 미닫이 도어는 기존에 경사식이었으나 하부에 간극이 벌어져 승객의 발목이 걸려 넘어질 위험성도 있었다. 이 때문에 수평식(와이어 테이크업식 플랫 스파이어럴 스프링 방식)으로 변경되었다.

"* 공기 조절 장치는 사양을 고쳐 압축기의 용량을 증대하고 4대에서 2대로 집약하여 소형 경량화를 도모했다. 모두 외관의 인상을 고려하여 중심면의 높이를 45mm 높인 곡선 모양으로 변경했다(히타치 제작소 HRB504-3형에서 미쓰비시 전기 CU7610형으로).

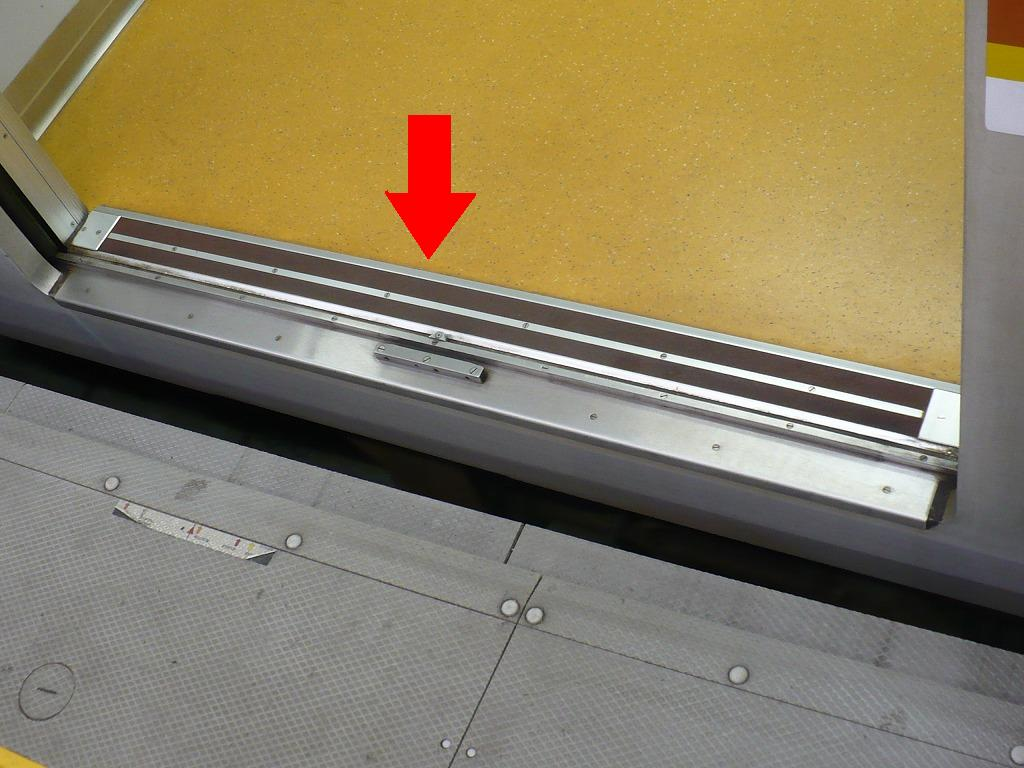
제21편성의 출입구 식별 표시판 (적색 화살표부 위쪽이 차내)
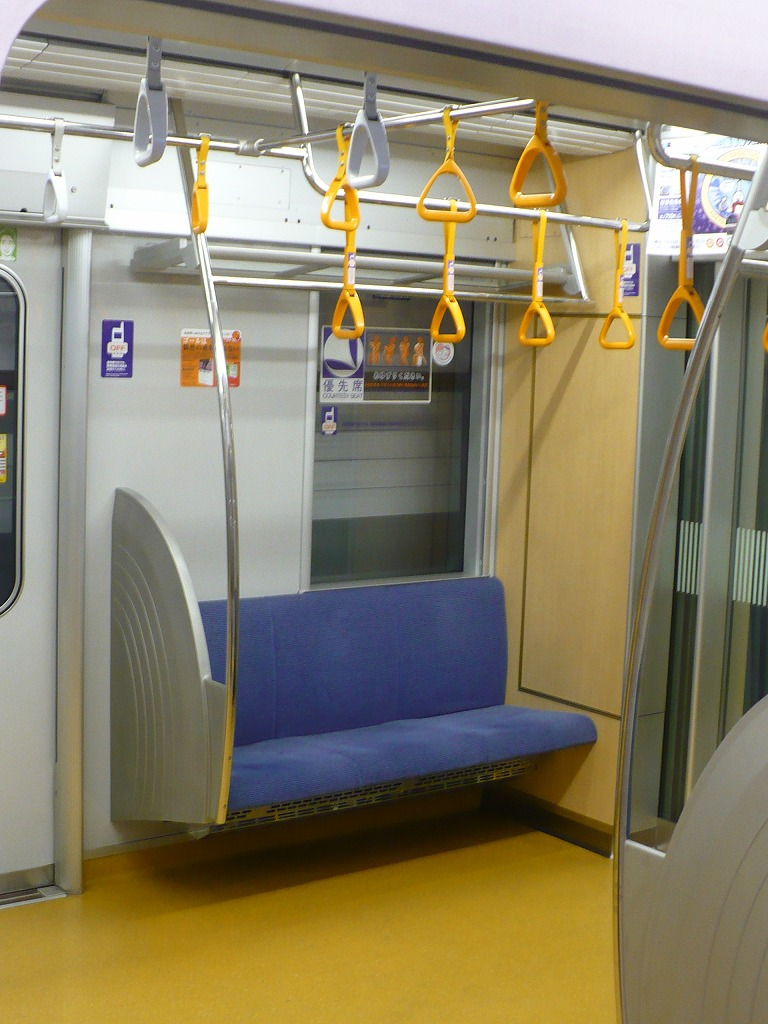
제21편성의 우선석 손잡이 높이를 낮췄다

4차 도입분(제23-36편성)

## 탑재 기기
기본적인 성능·주전동기 출력·기어비는 05계의 제34편성 이후와 마찬가지이다. 제어 장치는 IGBT 소자를 사용한 미쓰비시 전기제 IPM 방식의 2레벨 VVVF 인버터 제어방식이다. PG 센서리스 방식의 벡터 제어를 채용한 전기 제동에 대응하고 있다. 제어 방식은 1대의 인버터로 165 kW 출력의 주전동기를 4대 제어하는 기기를 2기 또는 1기 탑재하는 방식(1C4M 1군/2군 제어)을 채용하고 있다.
구동 장치는 기존과 같은 WN 구동 방식이지만, 소음 진동의 저하나 관리성 향상에 따라 새로운 설계의 구동 장치를 채용했다. 기어비는 87:14(1:6.21)로 주전동기의 회전수를 억제시켜 외부 소음 저감을 도모하고 있다.
전신이었던 영단 시절 8000계에서 볼스터리스 대차의 실용화에 선수를 쳤지만 바퀴 하중의 불균형이 원인으로 꼽혔던 히비야선 사고 이후 대차 선회 강성(항력)의 낮음이나 차륜 하중 조정의 용이성 등을 이유로 본 계열부터 볼스터 대차로 회귀했다. 본 계열에서는 액슬 박스 지지 방식을 모노 링크 볼스터 부가의 스미토모 금속 공업·FS777형이 채용되었다. 제동은 보수성이 뛰어난 유닛 제동 방식이다. 05계 13차 도입분처럼 차체 하부 기기류는 '공통 기기 박스'로 불리는 1개의 박스로 집약하고 있다.
팬터그래프는 싱글암식으로 편성당 탑재 수는 05계 13차 도입분의 3기에서 다시 5기 탑재화되었다.
전동 공기 압축기(CP)는 미쓰비시 전기제로 도쿄 메트로 차량에서는 처음으로 스크롤식이 채용되었다. 이 장치는 기존의 노출형에서 기동 장치와 애프터 쿨러, 제습 장치 등의 주변 기기도 포함하여 1대의 박스에 집약되어 있어 저소음화와 유지 관리가 용이해졌다.
보조 전원 장치는 IGBT 소자를 사용하는 도시바제 240 kVA 용량 정지형 인버터(SIV 출력 전압 3상 교류 440 V)를 편성당 2대 탑재했다. 고장시의 연장 급전 때문에 10600형에는 수급 전상을 탑재하고 있다.
냉방 장치는 집중식의 가동률 제어 방식(ON/OFF 제어 방식)에서 용량 58.0 kW(50,000 kcal/h)의 제품이 탑재되고 있다. 에어컨 운전 모드는 '냉방', '난방', '제습'과 '송풍'외에 마이크로컴퓨터에 따라 최적의 공조를 선택하는 '자동' 모드가 있다. 전술했지만 1.2차 도입분과 3차 도입분 이후에서는 제조 업체가 다르다.
보안 장치는 도쿄 메트로의 신CS-ATC 장치(하위 기종의 CS-ATC 기능도 병용)와 직통 운행에서 사용하는 도부형 ATS와 세이부형 ATS 및 도큐·요코하마 고속 철도 ATC-P을 탑재한다.
이 밖에 후쿠토신 선에서 자동 운전을 하는 ATO 장치를 탑재한다. 따라서 10000형(CT2)에는 ATO 송수신기와 ATO 차상자를 탑재하여 열차 정보 전송(홈 도어 제어, 임시 속도 제한 정보 전송)에 사용되며, 또한 세이부용 열차 정보 장치와도 병행한다. 양 선두차에는 홈 도어 제어 등을 실시하는 출입문 개폐 제어 전환 장치를 탑재하고 있다.
열차 무선 장치는 도쿄 메트로용에는 유도 무선(IR)을 탑재하여 1인 승무 운전 지원용으로 방호 발보 기능, 비상 통보기-종합 지령실간 통화 기능, 전 열차 일제 방송 기능 등이 추가되고 있다. 직통 운행용으로는 도부 철도와 세이부 철도, 도쿄 급행 전철·요코하마 고속 철도 공간파 무선(SR)을 탑재하고 도쿄 급행 전철·요코하마 고속 철도 장치에 대해서는 신조시 설치 준비되었다
탑재 기기의 사진

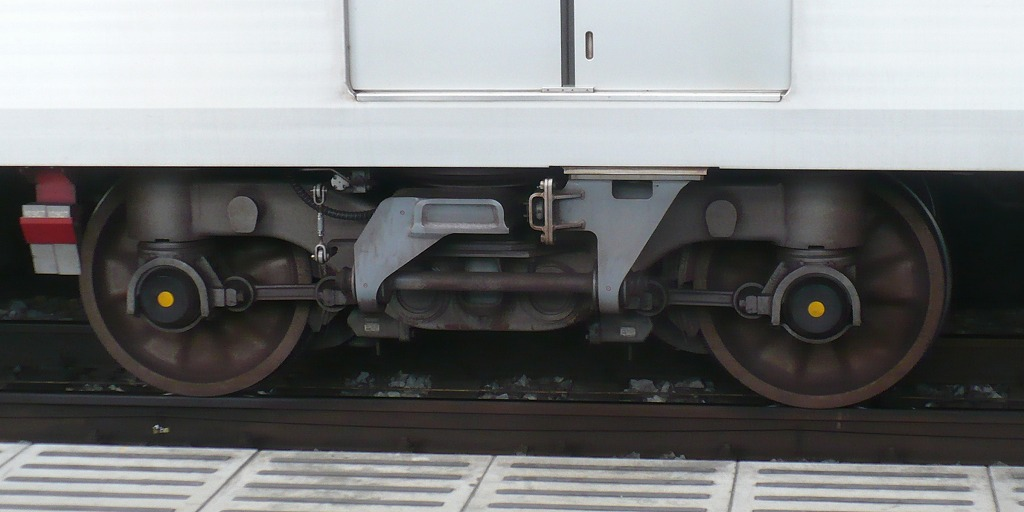
FS777형 단일 링크식 볼스터 대차
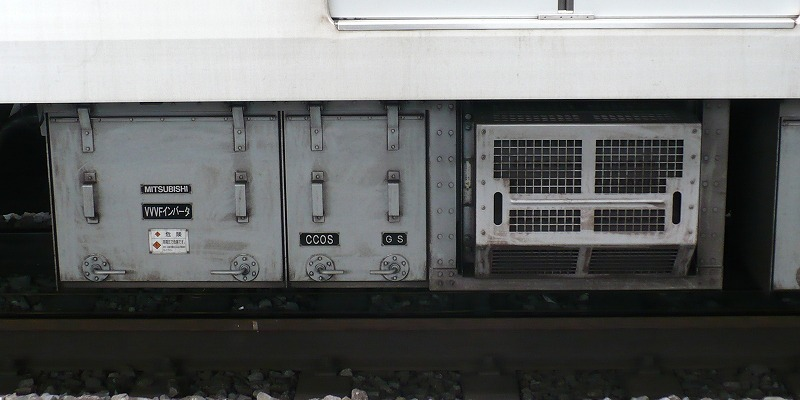
미쓰비시제 VVVF 인버터 장치 (사진은 2군용 MAP-178-15V150형)
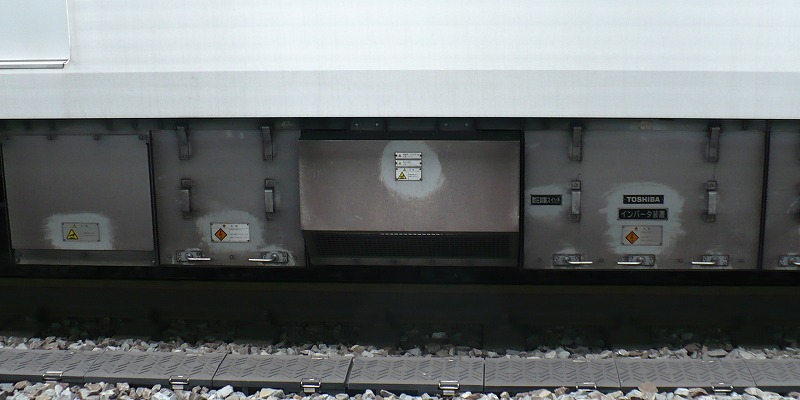
도시바 정지형 인버터 장치 (INV154-D0형)
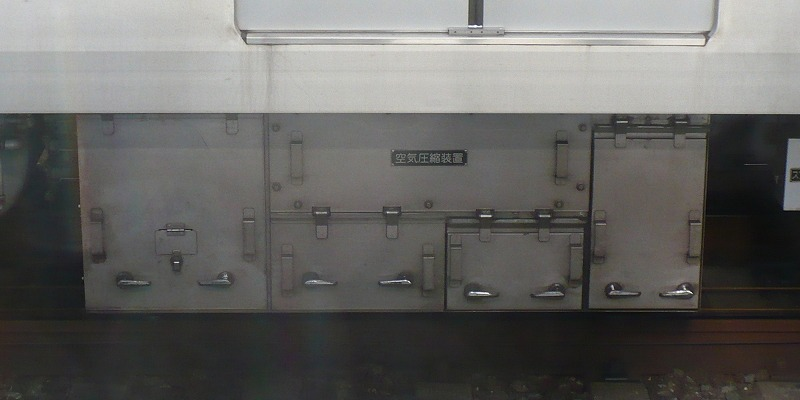
미쓰비시 공기 압축 장치 (MBU331B형)
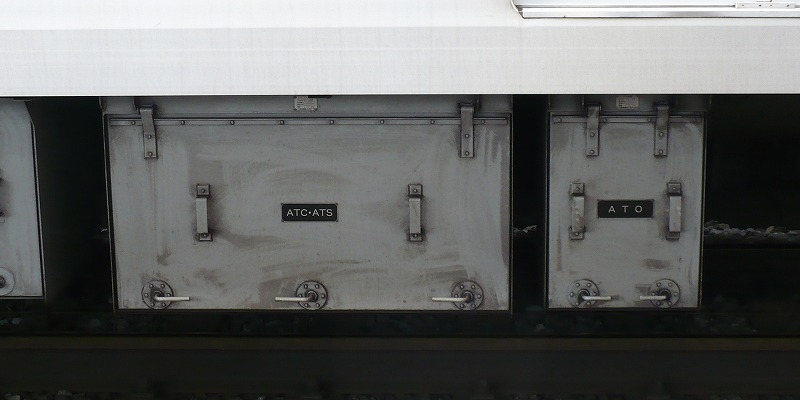
10100형(CT1)의 ATC·ATS 장치와 ATO 장치
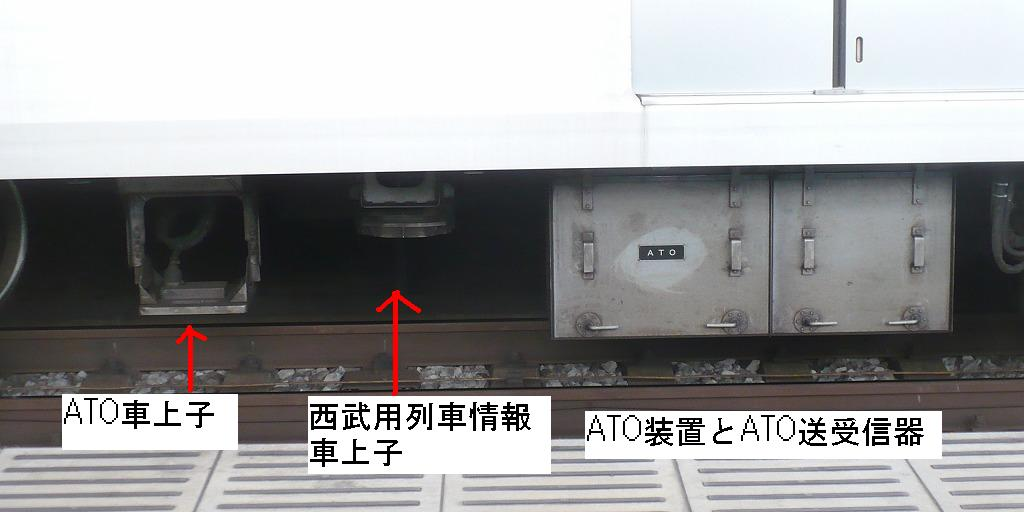
10000형(CT2)의 ATO 차상자 등의 기기
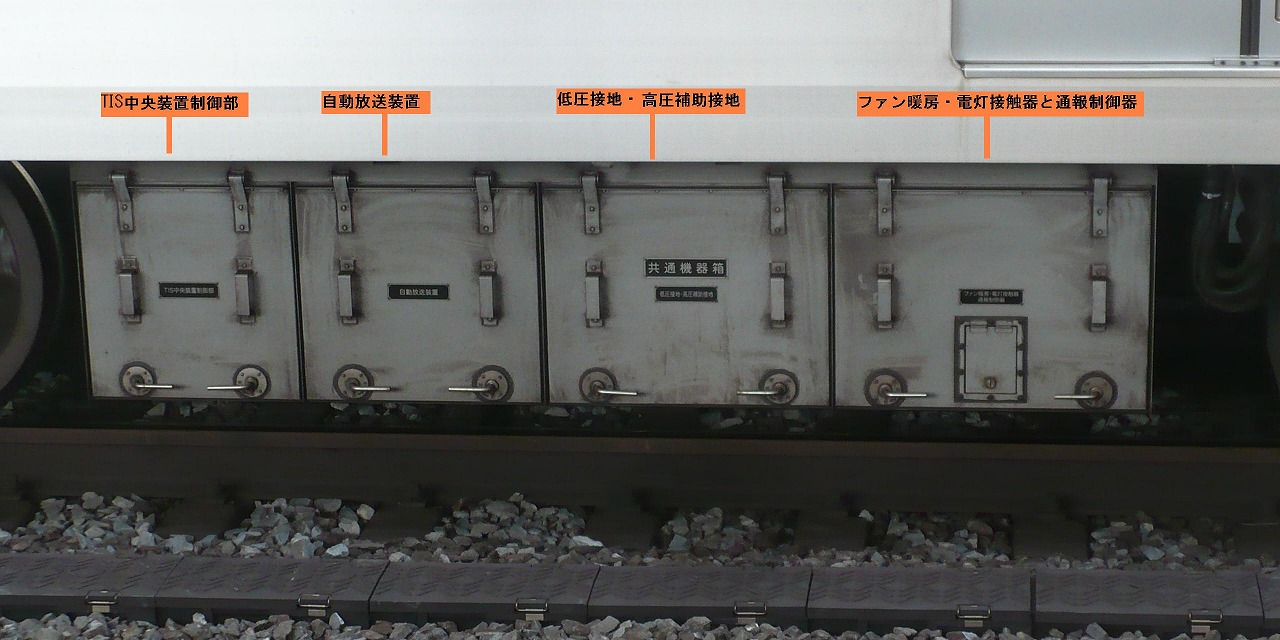
10100형(CT1)차의 바닥밑 공통 기기 박스. 각종 기기가 집약되고 있다

## 승객에 대한 정보 제공 장치

### 차량 외부에서의 안내
행선 표시기와 종별 표시기는 명조체의 3색 표시 LED식이다. 전면에는 행선 표시기와 운행 번호·종별 표시기가 따로 있다. 종별·운행 표시기는 일체화하고 있지만 운행 표시가 왼쪽으로 치우친 것은 오른쪽에 로마자 병기의 종별 표시때문이었다. 측면 표시기에서는 도부 50000계와 마찬가지로 호차 표시도 되어 있다. 행선 표시는 운전대의 TIS 모니터 화면에서 설정한다.
당초 각역 정차의 경우는 종별 표시는 하지 않았다. 그 후 후쿠토신 선 개업 전날 2008년 6월 13일부터 각역 정차에서도 종별 표시 '각정(Local)'을 표시하게 되었다. 도부 철도 도조 선 직통의 각역 정차는 와코시에서 표시가 '각정'에서 '보통'으로 전환된다(도부 철도 차량도 마찬가지). 동시에 타 회사 직통 노선에서는 스위치와 호차 표시 사이에 '유라쿠초 선 직통', '후쿠토신 선 직통', '도부 철도 도조 선 직통', '세이부 선 직통', '도쿄 급행 전철 도요코 선 직통', '시부야, 이케부쿠로 방면' 등의 사인이 표시되고 있는 것 외에 그 아래에는 직결 운행 노선 내의 종별을 알 수 있게 '지하철 선내 급행', '도조 선내 각역 정차', '세이부 선내 쾌속', '도요코 선 내 특급'(위의 직통 표시보다는 글씨가 작다) 등도 표시되고 있다.
행선 표시기
사진은 세이부 이케부쿠로 선내 쾌속·후쿠토신 선내 급행 열차, 이 열차의 경우 아래의 표시(와 호차 표시)가 교대로 표시된다.

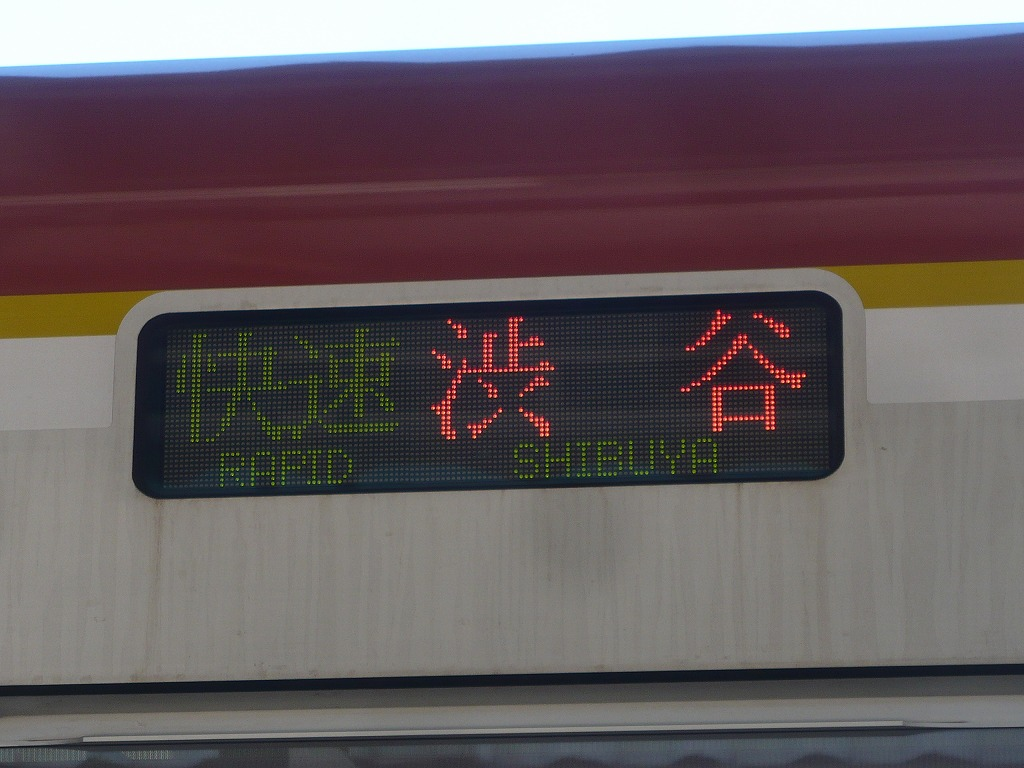
쾌속 시부야행의 행선 표시
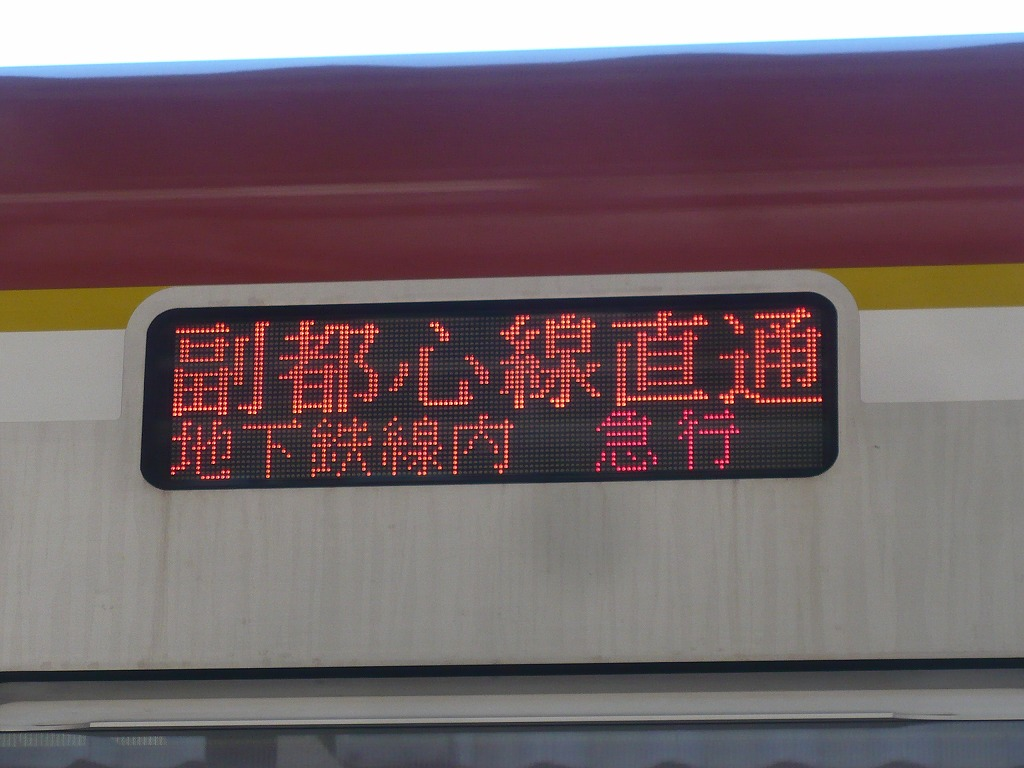
후쿠토신 선 직통과 지하철 선내 급행 표시

차량 외부 스피커를 탑재하여 승무원이 외부 안내 방송이나 승하차 촉진 방송 "문이 닫힙니다, 주의해 주십시오'의 방송을 내보낼 수 있다.

### 객실내에서의 안내
차내 안내 표시기는 기존의 LED 문자 표시식에서 도쿄 메트로 차량에서는 처음의 액정식(LCD·TVIS)을 채용했다. 각 승객용 출입문 1군데에 2대 탑재하고 오른쪽 LCD화면에는 행선·다음 역과 환승 안내·소요 시간(일부 편성만)·운행 정보 등을 표시하는 등 도큐 5050계나 요코하마 고속 철도 Y500계와 같은 구조로 하고 있다. 왼쪽 LCD화면에는 기본적으로 Tokyo Metro비전이라고 불리는 동영상 광고용으로 준비되어 직통 노선도 포함하여 도쿄 메트로의 승차권이나 공식 사이트 등의 광고가 송출되어 후쿠토신 선이 개업한 현재는 일반 기업의 광고도 송출되기 시작하였다.
표시 내용이나 레이아웃, 디자인은 타사에서 채용되고 있는 것과 거의 동일하지만 역 넘버링의 표시에도 대응하고 있다. 2차 도입분에서는 광고용 화면 본 설계와 함께 이상시의 운행 정보 전송 기능이나 광고 화면의 전달 기능에 대응하는 설비가 설치되어 있다(TVIS기능).

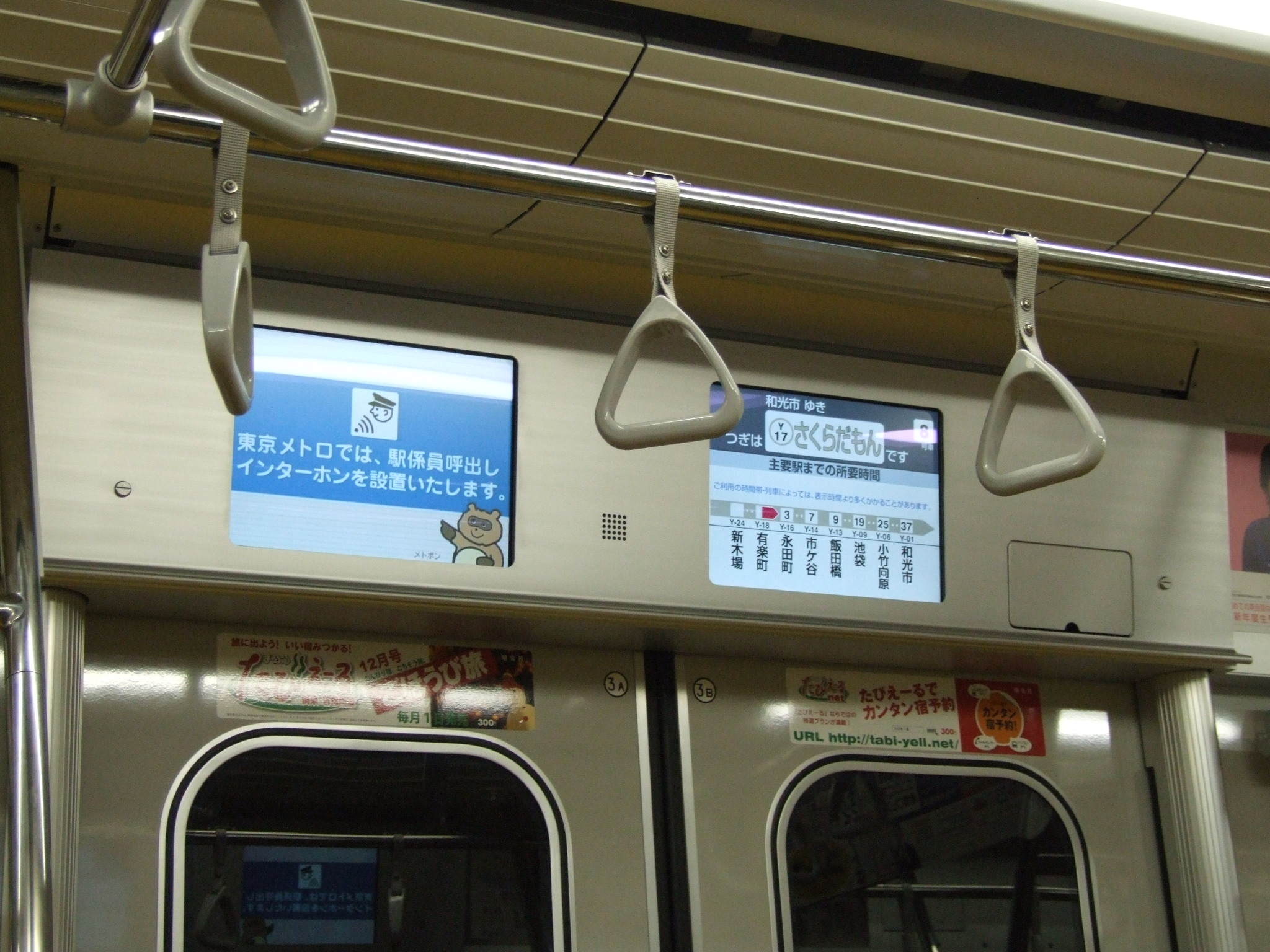
LCD 차내 안내 모니터 (10122)
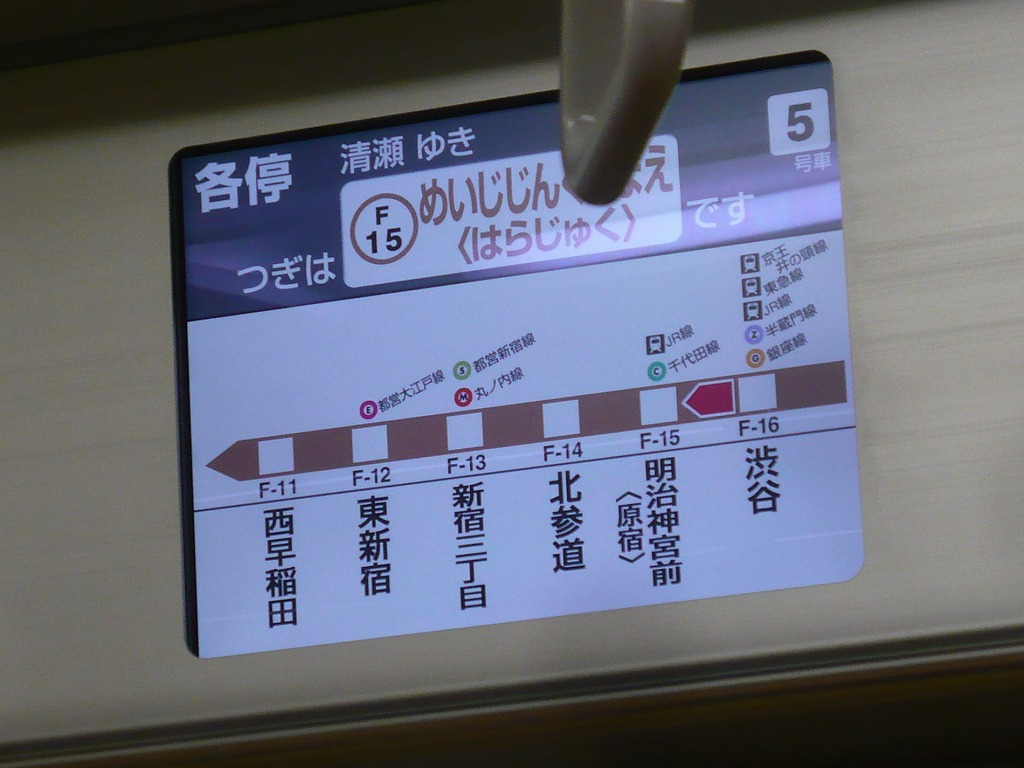
안내 화면 사례 진행 방향 스위치 안내 표시(소프트웨어 변경 전)
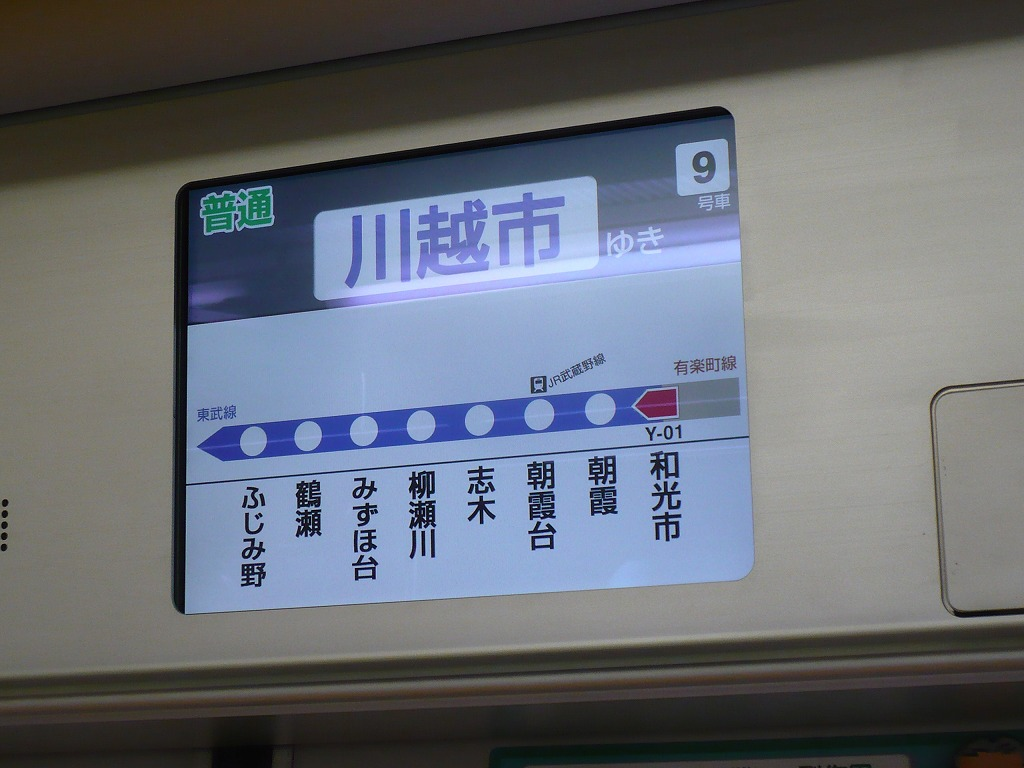
안내 화면 사례 직통 운행 구간 도부 철도 도조 선내(소프트웨어 변경 전)
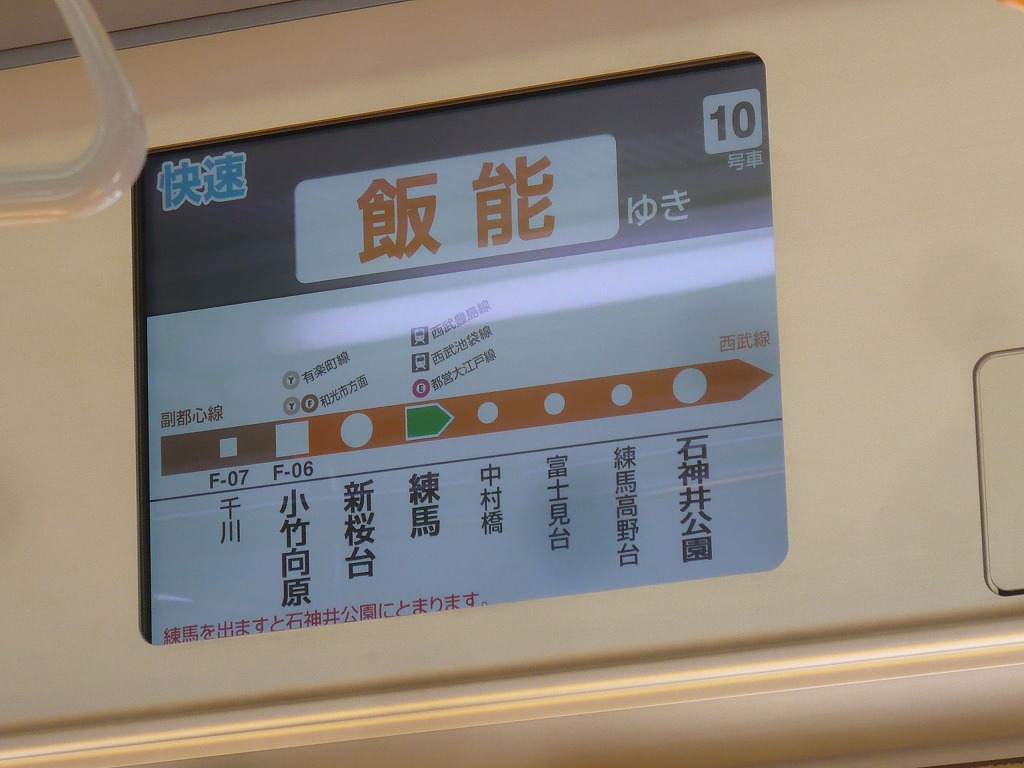
직통 운행 구간 세이부 이케부쿠로 선내(쾌속 열차·소프트웨어 변경 전)
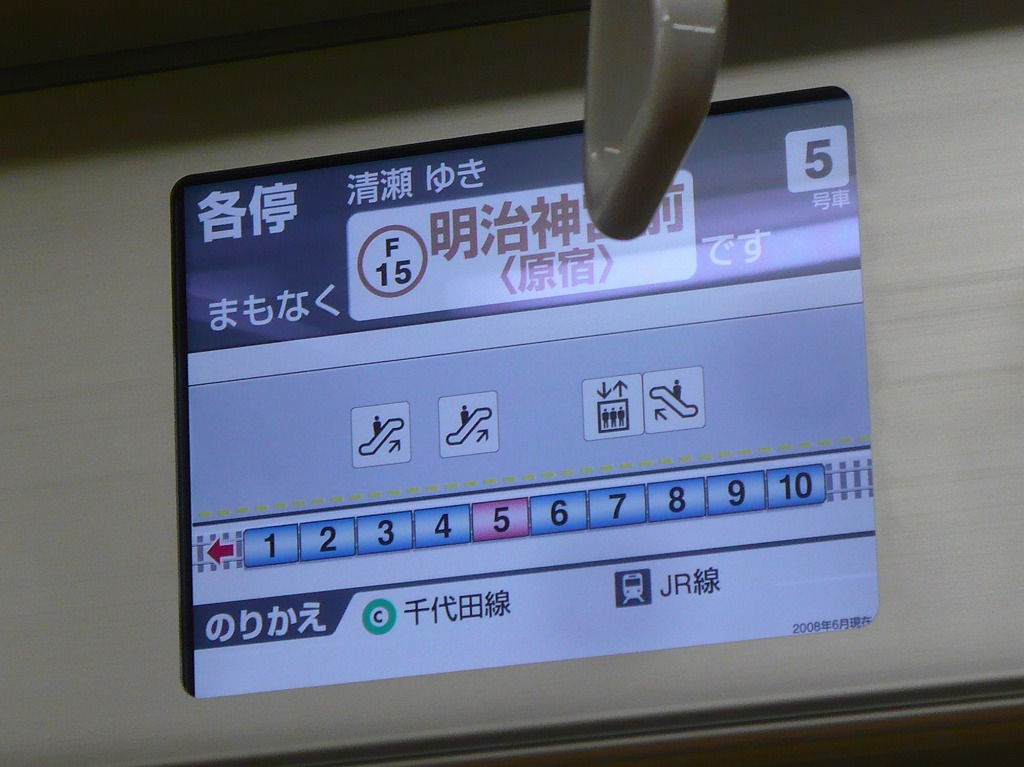
안내 화면 사례 역의 계단 위치를 상세 표시(소프트웨어 변경 전)
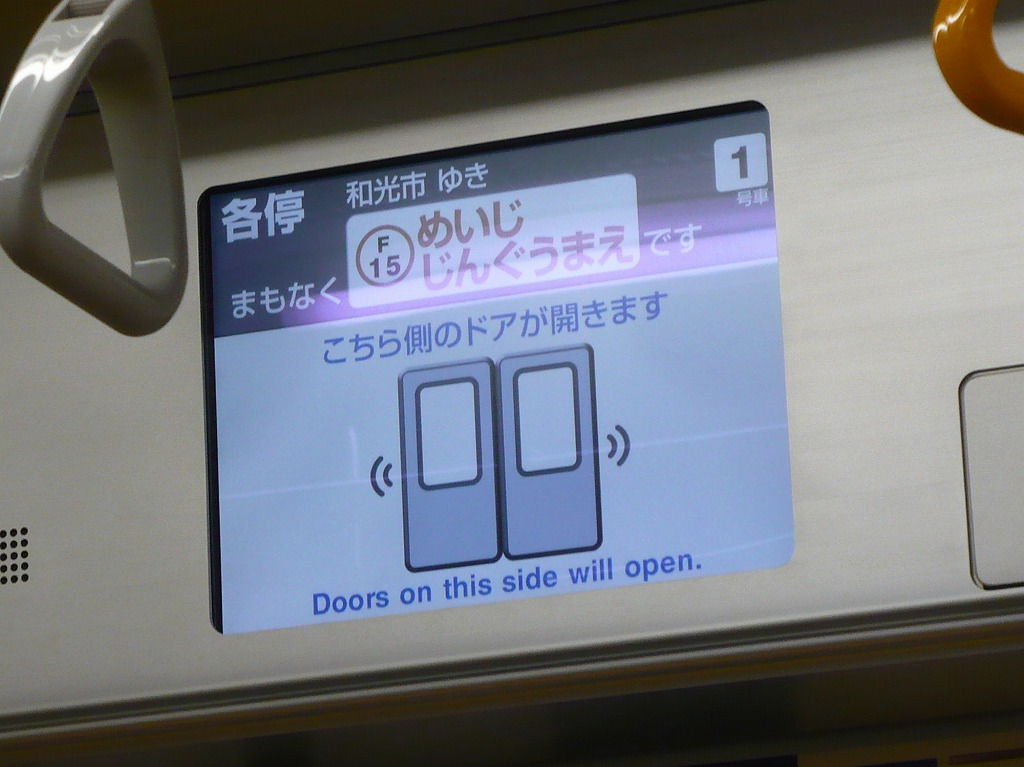
안내 화면 사례 열리는 출입문 방향을 표시(소프트웨어 변경 전)

덧붙여 직통 운행 구간이 된 도부 철도 도조 선과 세이부 유라쿠초 선·이케부쿠로 선내에서는 정차역의 설비나 목적지까지의 소요 시간 등 세부 항목은 표시되지 않았지만 소프트웨어 변경에 따라 표시되고 있다. 게다가 기존의 차량에서는 '준급', '쾌속'의 편성에서 각역 정차 구간에 들어갔을 경우 각각의 종별 표시가 삭제되는데, 본 계열에서는 실시되지 않는다.

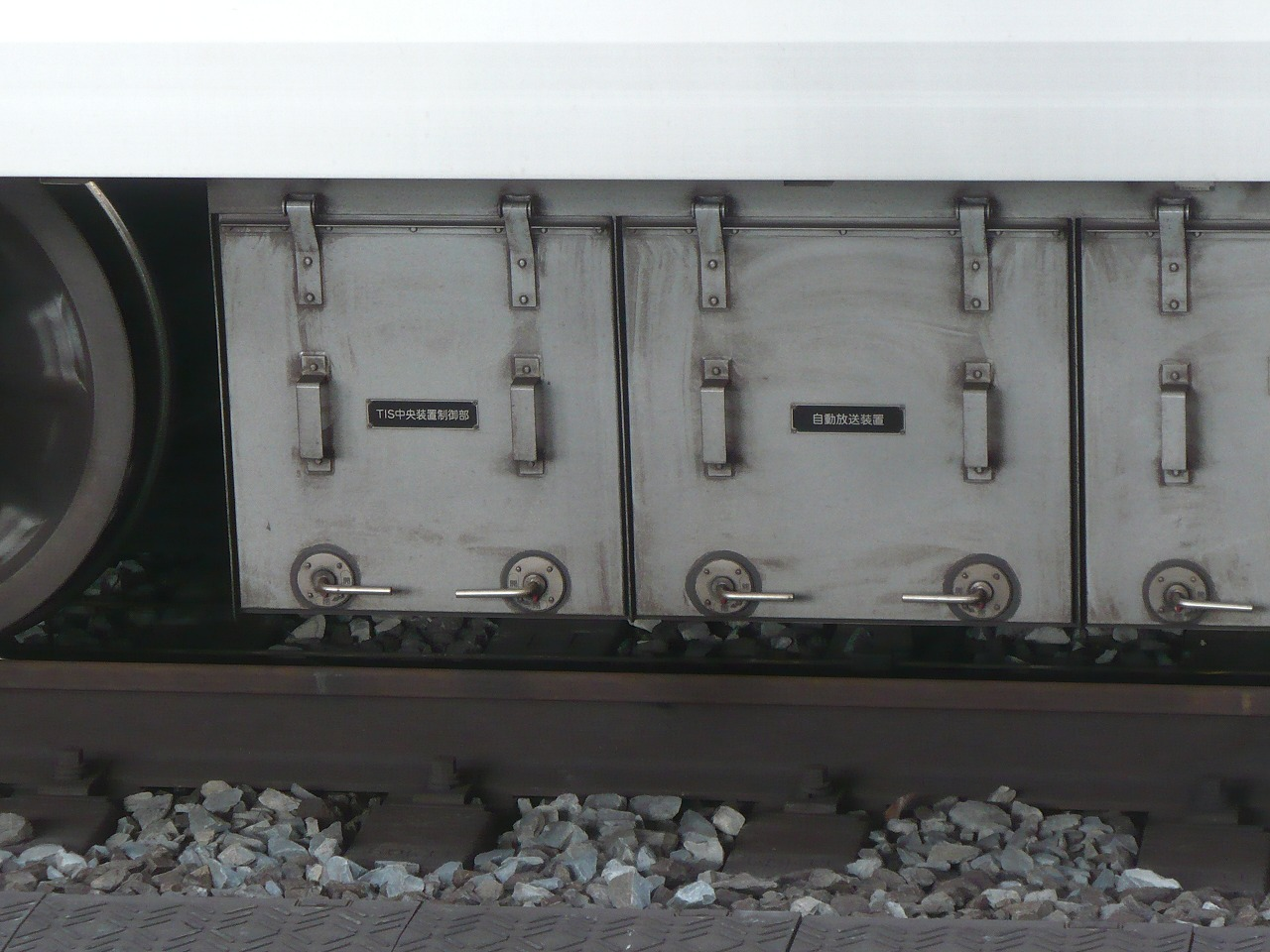
10100(CT1)차 공동 기기 박스에 있는 자동 방송 장치

자동 방송 장치를 탑재하고 있다. 난보쿠 선과 마찬가지로 이상시의 메뉴 방송 기능도 탑재되고 상호 직통 운행 업체의 각 노선 자동 방송에도 대응하고 있다. 자동 방송 장치는 10100형의 바닥 밑에 있는 공통 기기 박스내에 수납되어 있다.

## 편성표
|           | ←유라쿠초 선 신키바／후쿠토신 선 시부야・도큐 도요코 선 요쿄하마・미나토미라이 선 모토마치 주카가이와코시・도부 도조 선 신린코엔・세이부 이케부쿠로 선 한노→ |               |               |               |               |               |               |               |               |               |
| 호차      | 10 | 9             | 8             | 7             | 6             | 5             | 4             | 3             | 2             | 1             |
| 형식      | 10100형 (CT1) | 10200형 (M1') | 10300형 (Mc2) | 10400형 (Tc1) | 10500형 (Mc1) | 10600형 (Tc2) | 10700형 (T')  | 10800형 (M1)  | 10900형 (M2)  | 10000형 (CT2) |
| 기기 배치 | | VVVF2         | SIV,CP,BT     |               | VVVF1         |               | CP            | VVVF2         | SIV,CP,BT     |               |
| 차량 번호 | 10101 : 10136 | 10201 : 10236 | 10301 : 10336 | 10401 : 10436 | 10501 : 10536 | 10601 : 10636 | 10701 : 10736 | 10801 : 10836 | 10901 : 10936 | 10001 : 10036 |

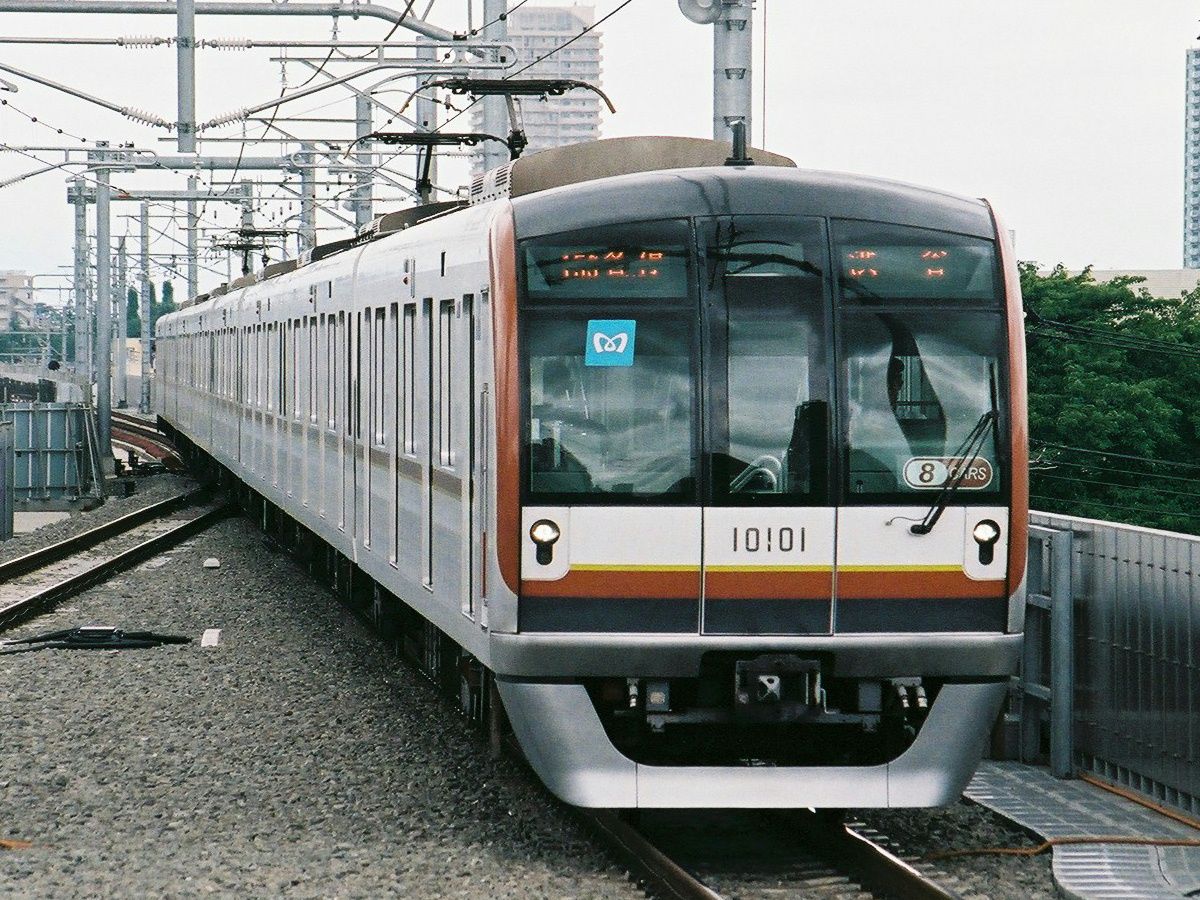
8량 편성으로 운용하는 제01편성. 후에 왼쪽 위의 '하트 M'은 철거되었다
(2010년 8월 10일 세이부 이케부쿠로 선의 샤쿠지코엔 역)

| 범례 - CT -(부수차) 제어차 - Mc - 간이 운전대 있는 동력차 - Tc - 간이 운전대 있는 부수차 - M - 중간 동력차 - T - 중간 동력차 - VVVF1 - 주제어 장치(1C4M 1군） - VVVF2 - 주제어 장치(1C4M 2군) - SIV - 정지형 인버터 - CP - 공기 압축기 - BT - 축전지 |
| 비고 - 팬터그래프는 10200형과 10800형으로 2기씩, 10500형으로 1기를 탑재한다. - MT비 편성은 5M5T. - 이 편성 중에 간이 운전대 설치 차량이 4개 존재한다. - 후쿠토신 선에서는 8량 편성의 예비차는 10량 편성과 공통의 예비차로 다루어지고 있으며 8량 편성의 예비차가 부족한 경우 제01-05편성의 하나가 8량 편성화되어 운용되는 경우가 있다. 이 경우에는 편성부터 10400형과 10500형이 빠지고 차내의 운전대 창 밑에 '8CARS'라고 적힌 스티커가 부착된다. |

와코 검차구 소속 차량에서는 기존의 7000계를 제01편성으로 부르고 있어 본 계열은 제41편성으로 호칭하고 있다. 예를 들어 본 계열의 제01편성은 와코 검차구 제41편성에 해당되며 제25편성은 와코 검차구 제65편성에 해당된다. 아래 3자릿수의 차량 번호 부여법은 치요다 선 6000계 이후의 다른 계열과 마찬가지로 100자리가 연결 위치(10호차는 0), 10자리와 1자리가 제조 순서 번호이다.
또한 호차 번호는 후쿠토신 선이 개업한 당초에는 신키바·시부야 방향의 10100형이 1호차였으나, 역 구내 안내에서의 호차 번호 변경에 대응한 이후 와코시 방향의 10000형이 1호차가 되도록 변경되었다.

## 현황
현재 운행 중인 차량은 가독성을 높이기 위해 굵은 글씨로 표시했다.
| 차호      | 도입 시기 | 운행 중단 시기 | 비고                                                                                          |
| --------- | --------- | -------------- | --------------------------------------------------------------------------------------------- |
| 1001 편성 | 2006년    | 운행 중        | 이 편성은 도쿄 지하철 07계 전동차의 대차분이다. 또한 1001~1005편성은 8량 편성으로 감축되었다. |
| 1002 편성 | 2006년    | 운행 중        | 이 편성은 도쿄 지하철 07계 전동차의 대차분이다. 또한 1001~1005편성은 8량 편성으로 감축되었다. |
| 1003 편성 | 2006년    | 운행 중        | 이 편성은 도쿄 지하철 07계 전동차의 대차분이다. 또한 1001~1005편성은 8량 편성으로 감축되었다. |
| 1004 편성 | 2006년    | 운행 중        | 이 편성은 도쿄 지하철 07계 전동차의 대차분이다. 또한 1001~1005편성은 8량 편성으로 감축되었다. |
| 1005 편성 | 2007년    | 운행 중        | 이 편성은 도쿄 지하철 07계 전동차의 대차분이다. 또한 1001~1005편성은 8량 편성으로 감축되었다. |
| 1006 편성 | 2007년    | 운행 중        | 이 편성은 도쿄 지하철 07계 전동차의 대차분이다. 또한 1001~1005편성은 8량 편성으로 감축되었다. |
| 1007 편성 | 2007년    | 운행 중        | 이 차편성 일부는 도쿄 지하철 7000계 전동차의 대차분이다.                                      |
| 1008 편성 | 2007년    | 운행 중        |                                                                                               |
| 1009 편성 | 2007년    | 운행 중        |                                                                                               |
| 1010 편성 | 2007년    | 운행 중        |                                                                                               |
| 1011 편성 | 2007년    | 운행 중        |                                                                                               |
| 1012 편성 | 2007년    | 운행 중        |                                                                                               |
| 1013 편성 | 2007년    | 운행 중        |                                                                                               |
| 1014 편성 | 2007년    | 운행 중        |                                                                                               |
| 1015 편성 | 2007년    | 운행 중        |                                                                                               |
| 1016 편성 | 2007년    | 운행 중        |                                                                                               |
| 1017 편성 | 2007년    | 운행 중        |                                                                                               |
| 1018 편성 | 2007년    | 운행 중        |                                                                                               |
| 1019 편성 | 2007년    | 운행 중        |                                                                                               |
| 1020 편성 | 2007년    | 운행 중        |                                                                                               |
| 1021 편성 | 2008년    | 운행 중        | 이 차편성부터는 전두부에 금색 띠가 없다.                                                      |
| 1022 편성 | 2008년    | 운행 중        |                                                                                               |
| 1023 편성 | 2008년    | 운행 중        |                                                                                               |
| 1024 편성 | 2008년    | 운행 중        |                                                                                               |
| 1025 편성 | 2008년    | 운행 중        |                                                                                               |
| 1026 편성 | 2008년    | 운행 중        |                                                                                               |
| 1027 편성 | 2008년    | 운행 중        |                                                                                               |
| 1028 편성 | 2009년    | 운행 중        |                                                                                               |
| 1029 편성 | 2009년    | 운행 중        |                                                                                               |
| 1030 편성 | 2009년    | 운행 중        |                                                                                               |
| 1031 편성 | 2009년    | 운행 중        |                                                                                               |
| 1032 편성 | 2009년    | 운행 중        |                                                                                               |
| 1033 편성 | 2009년    | 운행 중        |                                                                                               |
| 1034 편성 | 2009년    | 운행 중        |                                                                                               |
| 1035 편성 | 2009년    | 운행 중        |                                                                                               |
| 1036 편성 | 2009년    | 운행 중        |                                                                                               |

## 운행 구간
2013년 3월 16일 현재의 운용 범위는 다음과 같다. 운용은 유라쿠초 선·후쿠토신 선 모두 7000계와 공용하고 있다.
- 유라쿠초 선 - 10량 편성만 운용.
- 후쿠토신 선 - 8량 편성·10량 편성 함께 운용된다. 또한 8량 편성은 각역 정차로만 운용되고 있다.
- 도조 본선 - 정기 열차로는 10량 편성이 가와고에 시까지, 8량 편성이 시키까지 직결 운행하며[* 17],
- 세이부 유라쿠초 선·이케부쿠로 선 - 10량 편성·8량 편성 함께 한노(회송으로 무사시 가오카 차량기지)까지[* 18] 각각 직통하고 이케부쿠로 선내는 준급행·쾌속·쾌속 급행으로 운행하는 열차도 있다. 또한 2007년 3월 6일 개정에서 후쿠토신 선 개업까지 세이부의 운용인 '14M'의 대체 차량으로 7000계가 대체 운용을 할 때가 있었지만 2007년 11월부터 본 계열도 대체 운용. 항공 자위대 이루마 기지에서의 이루마 항공제 개최에 따른 임시 열차 증편시 통상 도쿄 메트로 차량이 운행하지 않는 네리마-이케부쿠로 선 이케부쿠로 구간을 운행하고 있다[9][* 19]. 또한 다이아가 흐트러지고 상호 직결 운행이 중단되었을 때도 이케부쿠로 선에서 이케부쿠로 발착 열차로 운행되는 경우도 있다[* 20].
- 세이부 철도 사야마 선 - 세이부 돔에서의 야구 개최시 운용으로 정기 열차로서의 운용은 없다. 야구 개최시의 직통 운용의 틈으로 사야마 선내 반복으로 운용되기도 한다.
- 도큐 도요코 선·미나토미라이 선 - 2013년 3월 16일부터 상호 직결 운행에 따른 8량 편성(각역 정차·급행)·10량 편성(특급·통근 특급·급행) 동시에 운용되고 있다. 2012년 9월부터 8량 편성만 직통에 앞서 대주 운용되었다[10].

2008년 6월 13일까지 현재의 후쿠토신 선 고타케무카이하라 ~ 이케부쿠로 사이에 해당하는 유라쿠초 선 신선에서도 운용되었다가 이 구간은 후쿠토신 선 개업에 의해 해당 노선에 편입되었다. 또한 2013년 3월 16일에는 후쿠토신 선 시부야 역에서 도쿄 급행 전철 도요코 선·요코하마 고속철도 미나토미라이 선 모토마치·주카가이까지 상호 직결 운행을 실시하고 있다. 앞서 2012년 4월 29일 막차 이후 제03편성이 8량 편성화로 모토스미요시 검차구로 회송되었으며, 5월 7일부터 도큐선·미나토미라이 선에서 시운전이 시작되었다. 그 후 제04편성이 똑같이 8량 편성화로 목적으로 회송되고 시운전을 한 후 그 해 9월 7일부터 도큐 선·미나토미라이 선내에서 영업 운행을 시작했다(이달 24일 7000계 제16편성과 물갈이에서 반환).

## 그동안의 행보
2006년 5월 29일 - 31일에 최초 편성인 제01편성은 야마구치현 시모 시의 히타치 제작소 카사도 사업소에서 아야세 검차구까지 갑종 수송되었다. 그 후 제02 - 제04편성에 대해서도 같은 해 8월 4일까지 해당 차량기지까지 갑종 수송되었다. 그 해 9월 제01편성이 유라쿠초 선 및 도부 철도 도조 선내 한정 운용으로 영업 운전을 시작했다.
이 가운데 제01편성은 갈색의 기념 스티커를, 제02편성은 파란색의 기념 스티커를 선두차 전면 왼쪽에 부착했다. 이 10000계 도입을 기념하고 이달 30일 신키바 차량 기지에서 제01편성과 07계 제01편성, 7000계 제01편성을 도열한 촬영회가 열렸다. 또한 12월 23일에 신린코엔 수선구에서 개최된 도부 철도 도조 선 크리스마스 이벤트에서도 제04편성이 전시되었다.
세이부 선으로의 입선은 2006년 여름부터 야간 시운전이 실시될 때 유도 장해가 발생했기에 본 계열의 영업 운행 개시부터 당분간은 유라쿠초 선·도부 철도 도조 선에 한정적으로 운용되고 있었다. 그 뒤 2007년 1월 중순보다 세이부 선내에서 시운전이 낮 시간대에서 재개되어 같은 해 2월 23일보다 해당 노선에 입선을 시작했다.
2007년은 2월 23일 - 25일 제05편성, 3월 9일 - 11일 제06편성이 각각 갑종 차량으로 수송되었다. 4월 - 11월(6월 제외)은 2편성씩의 수송으로 4월에 제07편성과 제08편성, 5월 제09편성과 제10편성, 7월에 제11편성과 제12편성, 8월에 제13편성과 제14편성, 9월에 제15편성과 제16편성, 10월에 제17편성과 제18편성, 11월에 제19편성과 제20편성이 각각 수송되었다. 그 후 16편성을 추가로 제조하게 되면서 2008년 4월 25일 - 4월 27일 제21편성, 같은 해 5월 23일 - 5월 25일 제22편성이 각각 갑종 차량으로 수송되었다. 여기까지 후쿠토신 선 개업까지 필요한 편성 분이다.
그 후 제23편성- 제27편성도 갑종 차량으로 수송되고 제27편성까지 영업 운행을 시작했다. 2009년내에는 제28 - 36편성이 수송되고 2010년 1월까지 전 36편성 증비가 완료되어 영업 운행에 투입되고 있다. 제23편성 이후는 유라쿠초 선 7000계(후쿠토신 선 비대응 편성)의 교체용이다.